# 2021-es IIHF jégkorong-világbajnokság
A 2021-es IIHF jégkorong-világbajnokságot május 21. és június 6. között rendezték Rigában, Lettországban. Az IIH 2019. május 17-i kölni döntése szerint a vb-t eredetileg Minszk (Fehéroroszország) és Riga (Lettország) rendezte volna. 2021. január 18-án az IIHF elvette Fehéroroszországtól a rendezés jogát politikai okok miatt. Február 2-án az IIHF megerősítette, hogy Lettország egyedül rendezi a tornát.
A világbajnokságot Kanada nyerte, története során 27. alkalommal.
A mérkőzéseket a Covid19-pandémia miatt többnyire zárt kapuk mögött játszották, nézők nélkül. Június 1-jétől engedélyezték a nézők jelenlétét.

## Résztvevők
A világbajnokságon az alábbi 16 válogatott vett részt.
Rendező
- Lettország

Automatikus résztvevők a 2019-es világbajnokság alapján (a 2020-as világbajnokság elmaradt)
- Fehéroroszország
- Csehország
- Dánia
- Egyesült Államok
- Finnország
- Kanada
- Kazahsztán
- Nagy-Britannia
- Németország
- Olaszország
- ROC[1]
- Norvégia
- Svájc
- Svédország
- Szlovákia

Megjegyzések
- ↑ 1: A Nemzetközi Sportdöntőbíróság 2020. december 17-i határozata alapján az orosz sportolók részt vehettek nemzetközi sporteseményeken, de 2022. december 16-ig nem használhatták az orosz nevet, zászlót vagy himnuszt, és semlegesként kellett szerepelniük.[6] Az IIHF tornáin az Orosz Olimpiai Bizottság nevét (Russian Olympic Committee, röviden: ROC) használták.[7]

## Kiemelés
A kiemelés és a csoportbeosztás a 2020-as IIHF-világranglistán alapult. Ez megegyezik a 2019-es világbajnokság utáni állapottal.
| A csoport - ROC (2) - Svédország (4) - Csehország (5) - Svájc (8) - Szlovákia (9) - Dánia (12) - Fehéroroszország (13) - Nagy-Britannia (19) | B csoport - Kanada (1) - Finnország (3) - Egyesült Államok (6) - Németország (7) - Lettország (10) - Norvégia (11) - Olaszország (15) - Kazahsztán (16) |

## Csoportkör
A mérkőzések kezdési időpontjai helyi idő szerint (UTC+3), zárójelben magyar idő szerint (UTC+2) értendők.

### A csoport
| Hely. | Csapat           | M | Gy | HGy | HV | V | G+ | G– | Gk  | P  | Továbbjutás                  |
| ----- | ---------------- | - | -- | --- | -- | - | -- | -- | --- | -- | ---------------------------- |
| 1.    | ROC              | 7 | 5  | 1   | 0  | 1 | 28 | 10 | +18 | 17 | Továbbjutott a negyeddöntőbe |
| 2.    | Svájc            | 7 | 5  | 0   | 0  | 2 | 27 | 17 | +10 | 15 | Továbbjutott a negyeddöntőbe |
| 3.    | Csehország       | 7 | 3  | 2   | 0  | 2 | 27 | 18 | +9  | 13 | Továbbjutott a negyeddöntőbe |
| 4.    | Szlovákia        | 7 | 4  | 0   | 0  | 3 | 17 | 22 | −5  | 12 | Továbbjutott a negyeddöntőbe |
| 5.    | Svédország       | 7 | 3  | 0   | 1  | 3 | 21 | 14 | +7  | 10 |                              |
| 6.    | Dánia            | 7 | 2  | 1   | 1  | 3 | 13 | 15 | −2  | 9  |                              |
| 7.    | Nagy-Britannia   | 7 | 1  | 0   | 1  | 5 | 13 | 31 | −18 | 4  |                              |
| 8.    | Fehéroroszország | 7 | 1  | 0   | 1  | 5 | 10 | 29 | −19 | 4  |                              |

1. 1 2  Fehéroroszország 3–4 Nagy-Britannia

| 2021. május 21. 16:15 (15:15) | ROC | 4–3 (1–1, 1–1, 2–1) | Csehország | Olimpiai sportközpont, Riga |

| Jegyzőkönyv | Jegyzőkönyv       | Jegyzőkönyv                          | Jegyzőkönyv  | Jegyzőkönyv                                                                       |
| --- | ----------------- | ------------------------------------ | ------------ | --------------------------------------------------------------------------------- |
| | Alexander Samonov | Kapusok                              | Šimon Hrubec | Játékvezetők: Tobias Björk Mikael Nord Vonalbírók: Andreas Krøyer Ludvig Lundgren |
| \| Burdasov (Grigorenko, Morozov) (PP) – 04:16 \| 1–0 \| \| \| \| 1–1 \| 09:26 – Flek (Špaček) \| \| Shvets-Rogovoy (Kamenev) (SH) – 35:27 \| 2–1 \| \| \| \| 2–2 \| 37:53 – Vrána (Kubalík, Hájek) \| \| Barabanov (Voronkov) – 45:28 \| 3–2 \| \| \| \| 3–3 \| 57:23 – Kubalík (Hronek, Kovář) (PP) \| \| Grigorenko (Provorov) – 59:41 \| 4–3 \| \| |                   |                                      |              | Játékvezetők: Tobias Björk Mikael Nord Vonalbírók: Andreas Krøyer Ludvig Lundgren |
| 4 perc | Büntetések        | 6 perc                               |              | Játékvezetők: Tobias Björk Mikael Nord Vonalbírók: Andreas Krøyer Ludvig Lundgren |
| 28 | Lövések           | 25                                   |              | Játékvezetők: Tobias Björk Mikael Nord Vonalbírók: Andreas Krøyer Ludvig Lundgren |
| Burdasov (Grigorenko, Morozov) (PP) – 04:16 | 1–0               |                                      |              | Játékvezetők: Tobias Björk Mikael Nord Vonalbírók: Andreas Krøyer Ludvig Lundgren |
| | 1–1               | 09:26 – Flek (Špaček)                |              | Játékvezetők: Tobias Björk Mikael Nord Vonalbírók: Andreas Krøyer Ludvig Lundgren |
| Shvets-Rogovoy (Kamenev) (SH) – 35:27 | 2–1               |                                      |              | Játékvezetők: Tobias Björk Mikael Nord Vonalbírók: Andreas Krøyer Ludvig Lundgren |
| | 2–2               | 37:53 – Vrána (Kubalík, Hájek)       |              |                                                                                   |
| Barabanov (Voronkov) – 45:28 | 3–2               |                                      |              |                                                                                   |
| | 3–3               | 57:23 – Kubalík (Hronek, Kovář) (PP) |              |                                                                                   |
| Grigorenko (Provorov) – 59:41 | 4–3               |                                      |              |                                                                                   |

| 2021. május 21. 20:15 (19:15) | Fehéroroszország | 2–5 (0–3, 0–0, 2–2) | Szlovákia | Olimpiai sportközpont, Riga |

| Jegyzőkönyv | Jegyzőkönyv                     | Jegyzőkönyv                               | Jegyzőkönyv      | Jegyzőkönyv                                                                        |
| --- | ------------------------------- | ----------------------------------------- | ---------------- | ---------------------------------------------------------------------------------- |
| | Konstantin Shostak Danny Taylor | Kapusok                                   | Branislav Konrád | Játékvezetők: Andris Ansons Lassi Heikkinen Vonalbírók: Hannu Sormunen Dāvis Zunde |
| \| \| 0–1 \| 03:53 – Pospíšil (Nemec) \| \| \| 0–2 \| 09:17 – Cehlárik (Gernát, Studenič) (PP) \| \| \| 0–3 \| 11:02 – Pospíšil (Rosandić, Krištof) (PP) \| \| \| 0–4 \| 45:05 – Hrivík (Lantoši, Cehlárik) \| \| Stefanovich (Kostitsyn) (PP2) – 53:25 \| 1–4 \| \| \| Sharangovich – 54:22 \| 2–4 \| \| \| \| 2–5 \| 59:15 – Cehlárik (Grman) (EN) \| |                                 |                                           |                  | Játékvezetők: Andris Ansons Lassi Heikkinen Vonalbírók: Hannu Sormunen Dāvis Zunde |
| 37 perc | Büntetések                      | 12 perc                                   |                  | Játékvezetők: Andris Ansons Lassi Heikkinen Vonalbírók: Hannu Sormunen Dāvis Zunde |
| 34 | Lövések                         | 35                                        |                  | Játékvezetők: Andris Ansons Lassi Heikkinen Vonalbírók: Hannu Sormunen Dāvis Zunde |
| | 0–1                             | 03:53 – Pospíšil (Nemec)                  |                  | Játékvezetők: Andris Ansons Lassi Heikkinen Vonalbírók: Hannu Sormunen Dāvis Zunde |
| | 0–2                             | 09:17 – Cehlárik (Gernát, Studenič) (PP)  |                  | Játékvezetők: Andris Ansons Lassi Heikkinen Vonalbírók: Hannu Sormunen Dāvis Zunde |
| | 0–3                             | 11:02 – Pospíšil (Rosandić, Krištof) (PP) |                  | Játékvezetők: Andris Ansons Lassi Heikkinen Vonalbírók: Hannu Sormunen Dāvis Zunde |
| | 0–4                             | 45:05 – Hrivík (Lantoši, Cehlárik)        |                  |                                                                                    |
| Stefanovich (Kostitsyn) (PP2) – 53:25 | 1–4                             |                                           |                  |                                                                                    |
| Sharangovich – 54:22 | 2–4                             |                                           |                  |                                                                                    |
| | 2–5                             | 59:15 – Cehlárik (Grman) (EN)             |                  |                                                                                    |

| 2021. május 22. 12:15 (11:15) | Dánia | 4–3 (0–0, 3–2, 1–1) | Svédország | Olimpiai sportközpont, Riga |

| Jegyzőkönyv | Jegyzőkönyv    | Jegyzőkönyv                   | Jegyzőkönyv  | Jegyzőkönyv                                                                          |
| --- | -------------- | ----------------------------- | ------------ | ------------------------------------------------------------------------------------ |
| | Sebastian Dahm | Kapusok                       | Viktor Fasth | Játékvezetők: Roman Gofman Maxim Sidorenko Vonalbírók: Dmitri Golyak Nikita Shalagin |
| \| \| 0–1 \| 22:06 – Klingberg \| \| Nick. Jensen (Jakobsen, Nich. Jensen) – 30:40 \| 1–1 \| \| \| \| 1–2 \| 35:09 – Tömmernes (Klingberg) \| \| Nick. Jensen (Bødker) – 37:33 \| 2–2 \| \| \| Kristensen (Nick. Jensen, M. Lauridsen) – 38:09 \| 3–2 \| \| \| Nick. Jensen (M. Lauridsen, Bødker) (PP) – 48:22 \| 4–2 \| \| \| \| 4–3 \| 50:56 – Klingberg (Lundkvist) \| |                |                               |              | Játékvezetők: Roman Gofman Maxim Sidorenko Vonalbírók: Dmitri Golyak Nikita Shalagin |
| 2 perc | Büntetések     | 8 perc                        |              | Játékvezetők: Roman Gofman Maxim Sidorenko Vonalbírók: Dmitri Golyak Nikita Shalagin |
| 22 | Lövések        | 23                            |              | Játékvezetők: Roman Gofman Maxim Sidorenko Vonalbírók: Dmitri Golyak Nikita Shalagin |
| | 0–1            | 22:06 – Klingberg             |              | Játékvezetők: Roman Gofman Maxim Sidorenko Vonalbírók: Dmitri Golyak Nikita Shalagin |
| Nick. Jensen (Jakobsen, Nich. Jensen) – 30:40 | 1–1            |                               |              | Játékvezetők: Roman Gofman Maxim Sidorenko Vonalbírók: Dmitri Golyak Nikita Shalagin |
| | 1–2            | 35:09 – Tömmernes (Klingberg) |              | Játékvezetők: Roman Gofman Maxim Sidorenko Vonalbírók: Dmitri Golyak Nikita Shalagin |
| Nick. Jensen (Bødker) – 37:33 | 2–2            |                               |              |                                                                                      |
| Kristensen (Nick. Jensen, M. Lauridsen) – 38:09 | 3–2            |                               |              |                                                                                      |
| Nick. Jensen (M. Lauridsen, Bødker) (PP) – 48:22 | 4–2            |                               |              |                                                                                      |
| | 4–3            | 50:56 – Klingberg (Lundkvist) |              |                                                                                      |

| 2021. május 22. 16:15 (15:15) | Nagy-Britannia | 1–7 (1–4, 0–1, 0–2) | ROC | Olimpiai sportközpont, Riga |

| Jegyzőkönyv | Jegyzőkönyv     | Jegyzőkönyv                                   | Jegyzőkönyv   | Jegyzőkönyv                                                                              |
| --- | --------------- | --------------------------------------------- | ------------- | ---------------------------------------------------------------------------------------- |
| | Jackson Whistle | Kapusok                                       | Ivan Bocharov | Játékvezetők: Christoph Sternat Michael Tscherrig Vonalbírók: Jonas Merten Elias Seewald |
| \| \| 0–1 \| 05:53 – Burdasov (Grigorenko, Ozhiganov) (PP) \| \| \| 0–2 \| 07:19 – Grigorenko (Voronkov, Zadorov) (SH) \| \| \| 0–3 \| 09:21 – Burdasov (Kuzmenko, Gavrikov) \| \| \| 0–4 \| 10:51 – Tolchinsky (Barabanov) \| \| Kirk (Dowd, Connolly) (PP) – 18:46 \| 1–4 \| \| \| \| 1–5 \| 30:08 – Karnaukhov (Zadorov, Zub) \| \| \| 1–6 \| 49:59 – Kuzmenko (Burdasov, Ozhiganov) (PP) \| \| \| 1–7 \| 53:04 – Slepyshev (Karnaukhov) \| |                 |                                               |               | Játékvezetők: Christoph Sternat Michael Tscherrig Vonalbírók: Jonas Merten Elias Seewald |
| 12 perc | Büntetések      | 8 perc                                        |               | Játékvezetők: Christoph Sternat Michael Tscherrig Vonalbírók: Jonas Merten Elias Seewald |
| 11 | Lövések         | 42                                            |               | Játékvezetők: Christoph Sternat Michael Tscherrig Vonalbírók: Jonas Merten Elias Seewald |
| | 0–1             | 05:53 – Burdasov (Grigorenko, Ozhiganov) (PP) |               | Játékvezetők: Christoph Sternat Michael Tscherrig Vonalbírók: Jonas Merten Elias Seewald |
| | 0–2             | 07:19 – Grigorenko (Voronkov, Zadorov) (SH)   |               | Játékvezetők: Christoph Sternat Michael Tscherrig Vonalbírók: Jonas Merten Elias Seewald |
| | 0–3             | 09:21 – Burdasov (Kuzmenko, Gavrikov)         |               | Játékvezetők: Christoph Sternat Michael Tscherrig Vonalbírók: Jonas Merten Elias Seewald |
| | 0–4             | 10:51 – Tolchinsky (Barabanov)                |               |                                                                                          |
| Kirk (Dowd, Connolly) (PP) – 18:46 | 1–4             |                                               |               |                                                                                          |
| | 1–5             | 30:08 – Karnaukhov (Zadorov, Zub)             |               |                                                                                          |
| | 1–6             | 49:59 – Kuzmenko (Burdasov, Ozhiganov) (PP)   |               |                                                                                          |
| | 1–7             | 53:04 – Slepyshev (Karnaukhov)                |               |                                                                                          |

| 2021. május 22. 20:15 (19:15) | Csehország | 2–5 (1–1, 0–2, 1–2) | Svájc | Olimpiai sportközpont, Riga |

| Jegyzőkönyv | Jegyzőkönyv             | Jegyzőkönyv                           | Jegyzőkönyv     | Jegyzőkönyv                                                                             |
| --- | ----------------------- | ------------------------------------- | --------------- | --------------------------------------------------------------------------------------- |
| | Šimon Hrubec Roman Will | Kapusok                               | Leonardo Genoni | Játékvezetők: Andris Ansons Kristian Vikman Vonalbírók: Lauri Nikulainen Hannu Sormunen |
| \| Chytil (Kovář, Vrána) (PP) – 14:46 \| 1–0 \| \| \| \| 1–1 \| 17:09 – Hofmann (Ambühl, Simion) (PP) \| \| \| 1–2 \| 24:12 – Meier (Hischier) (PP) \| \| \| 1–3 \| 38:19 – Scherwey (Praplan, Bertschy) \| \| \| 1–4 \| 50:27 – Meier (Corvi, Kurashev) (PP) \| \| Smejkal (Chytil, Sklenička) (PP) – 54:59 \| 2–4 \| \| \| \| 2–5 \| 57:08 – Hofmann (Simion, Ambühl) (PP) \| |                         |                                       |                 | Játékvezetők: Andris Ansons Kristian Vikman Vonalbírók: Lauri Nikulainen Hannu Sormunen |
| 14 perc | Büntetések              | 6 perc                                |                 | Játékvezetők: Andris Ansons Kristian Vikman Vonalbírók: Lauri Nikulainen Hannu Sormunen |
| 26 | Lövések                 | 28                                    |                 | Játékvezetők: Andris Ansons Kristian Vikman Vonalbírók: Lauri Nikulainen Hannu Sormunen |
| Chytil (Kovář, Vrána) (PP) – 14:46 | 1–0                     |                                       |                 | Játékvezetők: Andris Ansons Kristian Vikman Vonalbírók: Lauri Nikulainen Hannu Sormunen |
| | 1–1                     | 17:09 – Hofmann (Ambühl, Simion) (PP) |                 | Játékvezetők: Andris Ansons Kristian Vikman Vonalbírók: Lauri Nikulainen Hannu Sormunen |
| | 1–2                     | 24:12 – Meier (Hischier) (PP)         |                 | Játékvezetők: Andris Ansons Kristian Vikman Vonalbírók: Lauri Nikulainen Hannu Sormunen |
| | 1–3                     | 38:19 – Scherwey (Praplan, Bertschy)  |                 |                                                                                         |
| | 1–4                     | 50:27 – Meier (Corvi, Kurashev) (PP)  |                 |                                                                                         |
| Smejkal (Chytil, Sklenička) (PP) – 54:59 | 2–4                     |                                       |                 |                                                                                         |
| | 2–5                     | 57:08 – Hofmann (Simion, Ambühl) (PP) |                 |                                                                                         |

| 2021. május 23. 12:15 (11:15) | Nagy-Britannia | 1–2 (0–1, 1–1, 0–0) | Szlovákia | Olimpiai sportközpont, Riga |

| Jegyzőkönyv | Jegyzőkönyv | Jegyzőkönyv                | Jegyzőkönyv                     | Jegyzőkönyv                                                                            |
| --- | ----------- | -------------------------- | ------------------------------- | -------------------------------------------------------------------------------------- |
| | Ben Bowns   | Kapusok                    | Branislav Konrád Július Hudáček | Játékvezetők: Martin Fraňo Oliver Gouin Vonalbírók: Nicolas Constantineau Brian Oliver |
| \| \| 0–1 \| 00:25 – Hrivík (Lantoši) \| \| Kirk (Perlini, Richardson) – 22:03 \| 1–1 \| \| \| \| 1–2 \| 24:42 – Lantoši (Cehlárik) \| |             |                            |                                 | Játékvezetők: Martin Fraňo Oliver Gouin Vonalbírók: Nicolas Constantineau Brian Oliver |
| 4 perc | Büntetések  | 4 perc                     |                                 | Játékvezetők: Martin Fraňo Oliver Gouin Vonalbírók: Nicolas Constantineau Brian Oliver |
| 14 | Lövések     | 43                         |                                 | Játékvezetők: Martin Fraňo Oliver Gouin Vonalbírók: Nicolas Constantineau Brian Oliver |
| | 0–1         | 00:25 – Hrivík (Lantoši)   |                                 | Játékvezetők: Martin Fraňo Oliver Gouin Vonalbírók: Nicolas Constantineau Brian Oliver |
| Kirk (Perlini, Richardson) – 22:03 | 1–1         |                            |                                 | Játékvezetők: Martin Fraňo Oliver Gouin Vonalbírók: Nicolas Constantineau Brian Oliver |
| | 1–2         | 24:42 – Lantoši (Cehlárik) |                                 | Játékvezetők: Martin Fraňo Oliver Gouin Vonalbírók: Nicolas Constantineau Brian Oliver |

| 2021. május 23. 16:15 (15:15) | Svédország | 0–1 (0–0, 0–0, 0–1) | Fehéroroszország | Olimpiai sportközpont, Riga |

| Jegyzőkönyv                                              | Jegyzőkönyv    | Jegyzőkönyv                              | Jegyzőkönyv  | Jegyzőkönyv                                                                            |
| -------------------------------------------------------- | -------------- | ---------------------------------------- | ------------ | -------------------------------------------------------------------------------------- |
|                                                          | Adam Reideborn | Kapusok                                  | Danny Taylor | Játékvezetők: Lassi Heikkinen Kristian Vikman Vonalbírók: Lauri Nikulainen Dāvis Zunde |
| \| \| 0–1 \| 40:33 – Nesterov (Stefanovich, Lopachuk) \| |                |                                          |              | Játékvezetők: Lassi Heikkinen Kristian Vikman Vonalbírók: Lauri Nikulainen Dāvis Zunde |
| 4 perc                                                   | Büntetések     | 8 perc                                   |              | Játékvezetők: Lassi Heikkinen Kristian Vikman Vonalbírók: Lauri Nikulainen Dāvis Zunde |
| 32                                                       | Lövések        | 22                                       |              | Játékvezetők: Lassi Heikkinen Kristian Vikman Vonalbírók: Lauri Nikulainen Dāvis Zunde |
|                                                          | 0–1            | 40:33 – Nesterov (Stefanovich, Lopachuk) |              | Játékvezetők: Lassi Heikkinen Kristian Vikman Vonalbírók: Lauri Nikulainen Dāvis Zunde |

| 2021. május 23. 20:15 (19:15) | Dánia | 0–1 (0–1, 0–0, 0–0) | Svájc | Olimpiai sportközpont, Riga |

| Jegyzőkönyv                                      | Jegyzőkönyv    | Jegyzőkönyv                      | Jegyzőkönyv | Jegyzőkönyv                                                                |
| ------------------------------------------------ | -------------- | -------------------------------- | ----------- | -------------------------------------------------------------------------- |
|                                                  | Sebastian Dahm | Kapusok                          | Reto Berra  | Játékvezetők: Robin Šír Peter Stano Vonalbírók: Jiří Ondráček Daniel Hynek |
| \| \| 0–1 \| 13:12 – Meier (Hischier, Müller) \| |                |                                  |             | Játékvezetők: Robin Šír Peter Stano Vonalbírók: Jiří Ondráček Daniel Hynek |
| 2 perc                                           | Büntetések     | 4 perc                           |             | Játékvezetők: Robin Šír Peter Stano Vonalbírók: Jiří Ondráček Daniel Hynek |
| 4                                                | Lövések        | 30                               |             | Játékvezetők: Robin Šír Peter Stano Vonalbírók: Jiří Ondráček Daniel Hynek |
|                                                  | 0–1            | 13:12 – Meier (Hischier, Müller) |             | Játékvezetők: Robin Šír Peter Stano Vonalbírók: Jiří Ondráček Daniel Hynek |

| 2021. május 24. 16:15 (15:15) | Szlovákia | 3–1 (0–0, 1–1, 2–0) | ROC | Olimpiai sportközpont, Riga |

| Jegyzőkönyv | Jegyzőkönyv    | Jegyzőkönyv                                    | Jegyzőkönyv       | Jegyzőkönyv                                                                             |
| --- | -------------- | ---------------------------------------------- | ----------------- | --------------------------------------------------------------------------------------- |
| | Július Hudáček | Kapusok                                        | Alexander Samonov | Játékvezetők: Andris Ansons Kristian Vikman Vonalbírók: Lauri Nikulainen Hannu Sormunen |
| \| Kelemen (Roman) – 30:00 \| 1–0 \| \| \| \| 1–1 \| 31:06 – Barabanov (Tolchinsky, Slepyshev) (PP) \| \| Gernát (Hrivík, Cehlárik) (PP) – 53:19 \| 2–1 \| \| \| Ďaloga (Cehlárik, Hrivík) (EN) – 58:59 \| 3–1 \| \| |                |                                                |                   | Játékvezetők: Andris Ansons Kristian Vikman Vonalbírók: Lauri Nikulainen Hannu Sormunen |
| 4 perc | Büntetések     | 6 perc                                         |                   | Játékvezetők: Andris Ansons Kristian Vikman Vonalbírók: Lauri Nikulainen Hannu Sormunen |
| 28 | Lövések        | 28                                             |                   | Játékvezetők: Andris Ansons Kristian Vikman Vonalbírók: Lauri Nikulainen Hannu Sormunen |
| Kelemen (Roman) – 30:00 | 1–0            |                                                |                   | Játékvezetők: Andris Ansons Kristian Vikman Vonalbírók: Lauri Nikulainen Hannu Sormunen |
| | 1–1            | 31:06 – Barabanov (Tolchinsky, Slepyshev) (PP) |                   | Játékvezetők: Andris Ansons Kristian Vikman Vonalbírók: Lauri Nikulainen Hannu Sormunen |
| Gernát (Hrivík, Cehlárik) (PP) – 53:19 | 2–1            |                                                |                   | Játékvezetők: Andris Ansons Kristian Vikman Vonalbírók: Lauri Nikulainen Hannu Sormunen |
| Ďaloga (Cehlárik, Hrivík) (EN) – 58:59 | 3–1            |                                                |                   |                                                                                         |

| 2021. május 24. 20:15 (19:15) | Csehország | 3–2 (h.u.) (0–0, 2–1, 0–1) (h.u.: 1–0) | Fehéroroszország | Olimpiai sportközpont, Riga |

| Jegyzőkönyv | Jegyzőkönyv  | Jegyzőkönyv                               | Jegyzőkönyv    | Jegyzőkönyv                                                                         |
| --- | ------------ | ----------------------------------------- | -------------- | ----------------------------------------------------------------------------------- |
| | Šimon Hrubec | Kapusok                                   | Alexei Kolosov | Játékvezetők: Tobias Björk Mads Frandsen Vonalbírók: Ludvig Lundgren Emil Yletyinen |
| \| \| 0–1 \| 25:52 – Sharangovich (Kostitsyn) \| \| Kovář (Hronek, Moravčík) – 29:44 \| 1–1 \| \| \| Zadina (Hronek) (PP) – 33:03 \| 2–1 \| \| \| \| 2–2 \| 51:30 – Yeryomenko (Lopachuk, Shinkevich) \| \| Kubalík (Hanzl, Hrubec) (PP) – 61:23 \| 3–2 \| \| |              |                                           |                | Játékvezetők: Tobias Björk Mads Frandsen Vonalbírók: Ludvig Lundgren Emil Yletyinen |
| 4 perc | Büntetések   | 4 perc                                    |                | Játékvezetők: Tobias Björk Mads Frandsen Vonalbírók: Ludvig Lundgren Emil Yletyinen |
| 38 | Lövések      | 23                                        |                | Játékvezetők: Tobias Björk Mads Frandsen Vonalbírók: Ludvig Lundgren Emil Yletyinen |
| | 0–1          | 25:52 – Sharangovich (Kostitsyn)          |                | Játékvezetők: Tobias Björk Mads Frandsen Vonalbírók: Ludvig Lundgren Emil Yletyinen |
| Kovář (Hronek, Moravčík) – 29:44 | 1–1          |                                           |                | Játékvezetők: Tobias Björk Mads Frandsen Vonalbírók: Ludvig Lundgren Emil Yletyinen |
| Zadina (Hronek) (PP) – 33:03 | 2–1          |                                           |                | Játékvezetők: Tobias Björk Mads Frandsen Vonalbírók: Ludvig Lundgren Emil Yletyinen |
| | 2–2          | 51:30 – Yeryomenko (Lopachuk, Shinkevich) |                |                                                                                     |
| Kubalík (Hanzl, Hrubec) (PP) – 61:23 | 3–2          |                                           |                |                                                                                     |

| 2021. május 25. 16:15 (15:15) | Nagy-Britannia | 2–3 (h.u.) (1–2, 0–0, 1–0) (h.u.: 0–1) | Dánia | Olimpiai sportközpont, Riga |

| Jegyzőkönyv | Jegyzőkönyv | Jegyzőkönyv                                      | Jegyzőkönyv    | Jegyzőkönyv                                                                                |
| --- | ----------- | ------------------------------------------------ | -------------- | ------------------------------------------------------------------------------------------ |
| | Ben Bowns   | Kapusok                                          | Sebastian Dahm | Játékvezetők: Christoph Sternat Michael Tscherrig Vonalbírók: Jonas Merten David Obwegeser |
| \| O'Connor (Phillips, Dowd) – 02:33 \| 1–0 \| \| \| \| 1–1 \| 10:19 – Jakobsen (Nick. Jensen, Bødker) \| \| \| 1–2 \| 13:44 – Nick. Jensen (M. Lauridsen, Bødker) (PP) \| \| Hammond (Lake) – 56:18 \| 2–2 \| \| \| \| 2–3 \| 64:35 – M. Lauridsen (Nick. Jensen) (PP) \| |             |                                                  |                | Játékvezetők: Christoph Sternat Michael Tscherrig Vonalbírók: Jonas Merten David Obwegeser |
| 12 perc | Büntetések  | 6 perc                                           |                | Játékvezetők: Christoph Sternat Michael Tscherrig Vonalbírók: Jonas Merten David Obwegeser |
| 23 | Lövések     | 32                                               |                | Játékvezetők: Christoph Sternat Michael Tscherrig Vonalbírók: Jonas Merten David Obwegeser |
| O'Connor (Phillips, Dowd) – 02:33 | 1–0         |                                                  |                | Játékvezetők: Christoph Sternat Michael Tscherrig Vonalbírók: Jonas Merten David Obwegeser |
| | 1–1         | 10:19 – Jakobsen (Nick. Jensen, Bødker)          |                | Játékvezetők: Christoph Sternat Michael Tscherrig Vonalbírók: Jonas Merten David Obwegeser |
| | 1–2         | 13:44 – Nick. Jensen (M. Lauridsen, Bødker) (PP) |                | Játékvezetők: Christoph Sternat Michael Tscherrig Vonalbírók: Jonas Merten David Obwegeser |
| Hammond (Lake) – 56:18 | 2–2         |                                                  |                |                                                                                            |
| | 2–3         | 64:35 – M. Lauridsen (Nick. Jensen) (PP)         |                |                                                                                            |

| 2021. május 25. 20:15 (19:15) | Svájc | 0–7 (0–2, 0–2, 0–3) | Svédország | Olimpiai sportközpont, Riga |

| Jegyzőkönyv | Jegyzőkönyv                     | Jegyzőkönyv                             | Jegyzőkönyv    | Jegyzőkönyv                                                                          |
| --- | ------------------------------- | --------------------------------------- | -------------- | ------------------------------------------------------------------------------------ |
| | Leonardo Genoni Melvin Nyffeler | Kapusok                                 | Adam Reideborn | Játékvezetők: Roman Gofman Maxim Sidorenko Vonalbírók: Dmitri Golyak Nikita Shalagin |
| \| \| 0–1 \| 08:35 – Frödén (Pilut, Nygren) \| \| \| 0–2 \| 10:00 – A. Kempe (Tömmernes, Lundkvist) \| \| \| 0–3 \| 22:33 – Olofsson (Lundkvist) (PP) \| \| \| 0–4 \| 30:24 – Frödén (Wingerli, Dahlbeck) \| \| \| 0–5 \| 41:18 – Nygren (Rakell, A. Kempe) (PP) \| \| \| 0–6 \| 47:14 – Rasmussen (Lundkvist, A. Kempe) \| \| \| 0–7 \| 50:46 – Tömmernes (Frödén, Lundkvist) \| |                                 |                                         |                | Játékvezetők: Roman Gofman Maxim Sidorenko Vonalbírók: Dmitri Golyak Nikita Shalagin |
| 14 perc | Büntetések                      | 10 perc                                 |                | Játékvezetők: Roman Gofman Maxim Sidorenko Vonalbírók: Dmitri Golyak Nikita Shalagin |
| 28 | Lövések                         | 27                                      |                | Játékvezetők: Roman Gofman Maxim Sidorenko Vonalbírók: Dmitri Golyak Nikita Shalagin |
| | 0–1                             | 08:35 – Frödén (Pilut, Nygren)          |                | Játékvezetők: Roman Gofman Maxim Sidorenko Vonalbírók: Dmitri Golyak Nikita Shalagin |
| | 0–2                             | 10:00 – A. Kempe (Tömmernes, Lundkvist) |                | Játékvezetők: Roman Gofman Maxim Sidorenko Vonalbírók: Dmitri Golyak Nikita Shalagin |
| | 0–3                             | 22:33 – Olofsson (Lundkvist) (PP)       |                | Játékvezetők: Roman Gofman Maxim Sidorenko Vonalbírók: Dmitri Golyak Nikita Shalagin |
| | 0–4                             | 30:24 – Frödén (Wingerli, Dahlbeck)     |                |                                                                                      |
| | 0–5                             | 41:18 – Nygren (Rakell, A. Kempe) (PP)  |                |                                                                                      |
| | 0–6                             | 47:14 – Rasmussen (Lundkvist, A. Kempe) |                |                                                                                      |
| | 0–7                             | 50:46 – Tömmernes (Frödén, Lundkvist)   |                |                                                                                      |

| 2021. május 26. 16:15 (15:15) | ROC | 3–0 (0–0, 1–0, 2–0) | Dánia | Olimpiai sportközpont, Riga |

| Jegyzőkönyv | Jegyzőkönyv       | Jegyzőkönyv | Jegyzőkönyv    | Jegyzőkönyv                                                                       |
| --- | ----------------- | ----------- | -------------- | --------------------------------------------------------------------------------- |
| | Alexander Samonov | Kapusok     | Sebastian Dahm | Játékvezetők: Tobias Björk Mikael Nord Vonalbírók: Ludvig Lundgren Emil Yletyinen |
| \| Morozov (Voronkov, Burdasov) (PP) – 39:18 \| 1–0 \| \| \| Barabanov – 49:41 \| 2–0 \| \| \| Voronkov (Morozov) – 56:35 \| 3–0 \| \| |                   |             |                | Játékvezetők: Tobias Björk Mikael Nord Vonalbírók: Ludvig Lundgren Emil Yletyinen |
| 4 perc | Büntetések        | 8 perc      |                | Játékvezetők: Tobias Björk Mikael Nord Vonalbírók: Ludvig Lundgren Emil Yletyinen |
| 31 | Lövések           | 18          |                | Játékvezetők: Tobias Björk Mikael Nord Vonalbírók: Ludvig Lundgren Emil Yletyinen |
| Morozov (Voronkov, Burdasov) (PP) – 39:18                                                                                              | 1–0               |             |                | Játékvezetők: Tobias Björk Mikael Nord Vonalbírók: Ludvig Lundgren Emil Yletyinen |
| Barabanov – 49:41 | 2–0               |             |                | Játékvezetők: Tobias Björk Mikael Nord Vonalbírók: Ludvig Lundgren Emil Yletyinen |
| Voronkov (Morozov) – 56:35 | 3–0               |             |                | Játékvezetők: Tobias Björk Mikael Nord Vonalbírók: Ludvig Lundgren Emil Yletyinen |

| 2021. május 26. 20:15 (19:15) | Fehéroroszország | 3–4 (0–1, 1–2, 2–1) | Nagy-Britannia | Olimpiai sportközpont, Riga |

| Jegyzőkönyv | Jegyzőkönyv  | Jegyzőkönyv                   | Jegyzőkönyv | Jegyzőkönyv                                                               |
| --- | ------------ | ----------------------------- | ----------- | ------------------------------------------------------------------------- |
| | Danny Taylor | Kapusok                       | Ben Bowns   | Játékvezetők: Robin Šír Peter Stano Vonalbírók: Jiří Ondráček Šimon Synek |
| \| \| 0–1 \| 13:38 – Kirk \| \| Kodola (Bailen, Prince) – 29:15 \| 1–1 \| \| \| \| 1–2 \| 37:06 – Davies (Myers) \| \| \| 1–3 \| 38:35 – Kirk (O'Connor, Dowd) \| \| \| 1–4 \| 48:41 – Hammond (Richardson) \| \| Platt (Paré, Kodola) – 51:19 \| 2–4 \| \| \| Prince (Sharangovich, Protas) – 57:43 \| 3–4 \| \| |              |                               |             | Játékvezetők: Robin Šír Peter Stano Vonalbírók: Jiří Ondráček Šimon Synek |
| 6 perc | Büntetések   | 4 perc                        |             | Játékvezetők: Robin Šír Peter Stano Vonalbírók: Jiří Ondráček Šimon Synek |
| 36 | Lövések      | 26                            |             | Játékvezetők: Robin Šír Peter Stano Vonalbírók: Jiří Ondráček Šimon Synek |
| | 0–1          | 13:38 – Kirk                  |             | Játékvezetők: Robin Šír Peter Stano Vonalbírók: Jiří Ondráček Šimon Synek |
| Kodola (Bailen, Prince) – 29:15 | 1–1          |                               |             | Játékvezetők: Robin Šír Peter Stano Vonalbírók: Jiří Ondráček Šimon Synek |
| | 1–2          | 37:06 – Davies (Myers)        |             | Játékvezetők: Robin Šír Peter Stano Vonalbírók: Jiří Ondráček Šimon Synek |
| | 1–3          | 38:35 – Kirk (O'Connor, Dowd) |             |                                                                           |
| | 1–4          | 48:41 – Hammond (Richardson)  |             |                                                                           |
| Platt (Paré, Kodola) – 51:19 | 2–4          |                               |             |                                                                           |
| Prince (Sharangovich, Protas) – 57:43 | 3–4          |                               |             |                                                                           |

| 2021. május 27. 16:15 (15:15) | Svájc | 8–1 (1–0, 3–0, 4–1) | Szlovákia | Olimpiai sportközpont, Riga |

| Jegyzőkönyv | Jegyzőkönyv | Jegyzőkönyv                | Jegyzőkönyv    | Jegyzőkönyv                                                                            |
| --- | ----------- | -------------------------- | -------------- | -------------------------------------------------------------------------------------- |
| | Reto Berra  | Kapusok                    | Július Hudáček | Játékvezetők: Martin Fraňo Oliver Gouin Vonalbírók: Nicolas Constantineau Brian Oliver |
| \| Diaz (Hofmann, Andrighetto) (PP) – 09:47 \| 1–0 \| \| \| Andrighetto (Diaz, Hofmann) (PP) – 20:25 \| 2–0 \| \| \| Loeffel (Scherwey, Bertschy) – 25:17 \| 3–0 \| \| \| Hofmann (Corvi, Loeffel) – 36:11 \| 4–0 \| \| \| Meier (Alatalo, Kurashev) (PP) – 40:38 \| 5–0 \| \| \| Kurashev (Untersander, Ambühl) – 44:34 \| 6–0 \| \| \| \| 6–1 \| 45:12 – Krištof (Cehlárik) \| \| Hofmann (Ambühl, Andrighetto) (PP) – 52:39 \| 7–1 \| \| \| Loeffel (Moser, Bertschy) (PP) – 54:03 \| 8–1 \| \| |             |                            |                | Játékvezetők: Martin Fraňo Oliver Gouin Vonalbírók: Nicolas Constantineau Brian Oliver |
| 8 perc | Büntetések  | 60 perc                    |                | Játékvezetők: Martin Fraňo Oliver Gouin Vonalbírók: Nicolas Constantineau Brian Oliver |
| 28 | Lövések     | 24                         |                | Játékvezetők: Martin Fraňo Oliver Gouin Vonalbírók: Nicolas Constantineau Brian Oliver |
| Diaz (Hofmann, Andrighetto) (PP) – 09:47 | 1–0         |                            |                | Játékvezetők: Martin Fraňo Oliver Gouin Vonalbírók: Nicolas Constantineau Brian Oliver |
| Andrighetto (Diaz, Hofmann) (PP) – 20:25 | 2–0         |                            |                | Játékvezetők: Martin Fraňo Oliver Gouin Vonalbírók: Nicolas Constantineau Brian Oliver |
| Loeffel (Scherwey, Bertschy) – 25:17 | 3–0         |                            |                | Játékvezetők: Martin Fraňo Oliver Gouin Vonalbírók: Nicolas Constantineau Brian Oliver |
| Hofmann (Corvi, Loeffel) – 36:11 | 4–0         |                            |                |                                                                                        |
| Meier (Alatalo, Kurashev) (PP) – 40:38 | 5–0         |                            |                |                                                                                        |
| Kurashev (Untersander, Ambühl) – 44:34 | 6–0         |                            |                |                                                                                        |
| | 6–1         | 45:12 – Krištof (Cehlárik) |                |                                                                                        |
| Hofmann (Ambühl, Andrighetto) (PP) – 52:39 | 7–1         |                            |                |                                                                                        |
| Loeffel (Moser, Bertschy) (PP) – 54:03 | 8–1         |                            |                |                                                                                        |

| 2021. május 27. 20:15 (19:15) | Svédország | 2–4 (2–0, 0–0, 0–4) | Csehország | Olimpiai sportközpont, Riga |

| Jegyzőkönyv | Jegyzőkönyv    | Jegyzőkönyv                         | Jegyzőkönyv  | Jegyzőkönyv                                                                         |
| --- | -------------- | ----------------------------------- | ------------ | ----------------------------------------------------------------------------------- |
| | Adam Reideborn | Kapusok                             | Šimon Hrubec | Játékvezetők: Roman Gofman Yevgeni Romasko Vonalbírók: Gleb Lazarev Nikita Shalagin |
| \| Wingerli (Friberg) – 12:08 \| 1–0 \| \| \| Rakell (A. Kempe, Nygren) (PP) – 15:02 \| 2–0 \| \| \| \| 2–1 \| 41:10 – Vrána (Stránský) (PP) \| \| \| 2–2 \| 44:53 – Kovář (Sekáč, Kubalík) (PP) \| \| \| 2–3 \| 48:17 – Klok (Kovář) \| \| \| 2–4 \| 58:26 – Flek (Kubalík) (EN) \| |                |                                     |              | Játékvezetők: Roman Gofman Yevgeni Romasko Vonalbírók: Gleb Lazarev Nikita Shalagin |
| 10 perc | Büntetések     | 10 perc                             |              | Játékvezetők: Roman Gofman Yevgeni Romasko Vonalbírók: Gleb Lazarev Nikita Shalagin |
| 29 | Lövések        | 24                                  |              | Játékvezetők: Roman Gofman Yevgeni Romasko Vonalbírók: Gleb Lazarev Nikita Shalagin |
| Wingerli (Friberg) – 12:08 | 1–0            |                                     |              | Játékvezetők: Roman Gofman Yevgeni Romasko Vonalbírók: Gleb Lazarev Nikita Shalagin |
| Rakell (A. Kempe, Nygren) (PP) – 15:02 | 2–0            |                                     |              | Játékvezetők: Roman Gofman Yevgeni Romasko Vonalbírók: Gleb Lazarev Nikita Shalagin |
| | 2–1            | 41:10 – Vrána (Stránský) (PP)       |              | Játékvezetők: Roman Gofman Yevgeni Romasko Vonalbírók: Gleb Lazarev Nikita Shalagin |
| | 2–2            | 44:53 – Kovář (Sekáč, Kubalík) (PP) |              |                                                                                     |
| | 2–3            | 48:17 – Klok (Kovář)                |              |                                                                                     |
| | 2–4            | 58:26 – Flek (Kubalík) (EN)         |              |                                                                                     |

| 2021. május 28. 16:15 (15:15) | Svédország | 4–1 (1–1, 2–0, 1–0) | Nagy-Britannia | Olimpiai sportközpont, Riga |

| Jegyzőkönyv | Jegyzőkönyv  | Jegyzőkönyv             | Jegyzőkönyv | Jegyzőkönyv                                                                          |
| --- | ------------ | ----------------------- | ----------- | ------------------------------------------------------------------------------------ |
| | Viktor Fasth | Kapusok                 | Ben Bowns   | Játékvezetők: Andris Ansons Kristian Vikman Vonalbírók: Lauri Nikulainen Dāvis Zunde |
| \| \| 0–1 \| 07:20 – Kirk (Phillips) \| \| Sörensen (Olofsson, Tömmernes) (PP) – 15:18 \| 1–1 \| \| \| Pudas (Pilut, Wingerli) – 27:00 \| 2–1 \| \| \| M. Kempe (Sörensen) – 32:08 \| 3–1 \| \| \| M. Kempe (Sörensen) – 52:34 \| 4–1 \| \| |              |                         |             | Játékvezetők: Andris Ansons Kristian Vikman Vonalbírók: Lauri Nikulainen Dāvis Zunde |
| 0 perc | Büntetések   | 8 perc                  |             | Játékvezetők: Andris Ansons Kristian Vikman Vonalbírók: Lauri Nikulainen Dāvis Zunde |
| 56 | Lövések      | 14                      |             | Játékvezetők: Andris Ansons Kristian Vikman Vonalbírók: Lauri Nikulainen Dāvis Zunde |
| | 0–1          | 07:20 – Kirk (Phillips) |             | Játékvezetők: Andris Ansons Kristian Vikman Vonalbírók: Lauri Nikulainen Dāvis Zunde |
| Sörensen (Olofsson, Tömmernes) (PP) – 15:18 | 1–1          |                         |             | Játékvezetők: Andris Ansons Kristian Vikman Vonalbírók: Lauri Nikulainen Dāvis Zunde |
| Pudas (Pilut, Wingerli) – 27:00 | 2–1          |                         |             | Játékvezetők: Andris Ansons Kristian Vikman Vonalbírók: Lauri Nikulainen Dāvis Zunde |
| M. Kempe (Sörensen) – 32:08 | 3–1          |                         |             |                                                                                      |
| M. Kempe (Sörensen) – 52:34 | 4–1          |                         |             |                                                                                      |

| 2021. május 28. 20:15 (19:15) | Dánia | 5–2 (1–1, 0–1, 4–0) | Fehéroroszország | Olimpiai sportközpont, Riga |

| Jegyzőkönyv | Jegyzőkönyv    | Jegyzőkönyv                                  | Jegyzőkönyv    | Jegyzőkönyv                                                                              |
| --- | -------------- | -------------------------------------------- | -------------- | ---------------------------------------------------------------------------------------- |
| | Sebastian Dahm | Kapusok                                      | Alexei Kolosov | Játékvezetők: André Schrader Christoph Sternat Vonalbírók: David Obwegeser Elias Seewald |
| \| \| 0–1 \| 02:12 – Demkov (Kodola, Korobov) \| \| Meyer (M. Lauridsen) (PP) – 05:29 \| 1–1 \| \| \| \| 1–2 \| 30:20 – Stefanovich (Falkovsky, Protas) (PP) \| \| Asperup (From, Jesper B. Jensen) – 44:58 \| 2–2 \| \| \| From (True) – 47:48 \| 3–2 \| \| \| M. Lauridsen (Hardt, Lassen) – 49:53 \| 4–2 \| \| \| True (Lassen, Hardt) – 52:15 \| 5–2 \| \| |                |                                              |                | Játékvezetők: André Schrader Christoph Sternat Vonalbírók: David Obwegeser Elias Seewald |
| 6 perc | Büntetések     | 29 perc                                      |                | Játékvezetők: André Schrader Christoph Sternat Vonalbírók: David Obwegeser Elias Seewald |
| 37 | Lövések        | 18                                           |                | Játékvezetők: André Schrader Christoph Sternat Vonalbírók: David Obwegeser Elias Seewald |
| | 0–1            | 02:12 – Demkov (Kodola, Korobov)             |                | Játékvezetők: André Schrader Christoph Sternat Vonalbírók: David Obwegeser Elias Seewald |
| Meyer (M. Lauridsen) (PP) – 05:29 | 1–1            |                                              |                | Játékvezetők: André Schrader Christoph Sternat Vonalbírók: David Obwegeser Elias Seewald |
| | 1–2            | 30:20 – Stefanovich (Falkovsky, Protas) (PP) |                | Játékvezetők: André Schrader Christoph Sternat Vonalbírók: David Obwegeser Elias Seewald |
| Asperup (From, Jesper B. Jensen) – 44:58 | 2–2            |                                              |                |                                                                                          |
| From (True) – 47:48 | 3–2            |                                              |                |                                                                                          |
| M. Lauridsen (Hardt, Lassen) – 49:53 | 4–2            |                                              |                |                                                                                          |
| True (Lassen, Hardt) – 52:15 | 5–2            |                                              |                |                                                                                          |

| 2021. május 29. 12:15 (11:15) | Csehország | 6–1 (1–0, 3–1, 2–0) | Nagy-Britannia | Olimpiai sportközpont, Riga |

| Jegyzőkönyv | Jegyzőkönyv | Jegyzőkönyv                           | Jegyzőkönyv               | Jegyzőkönyv                                                                        |
| --- | ----------- | ------------------------------------- | ------------------------- | ---------------------------------------------------------------------------------- |
| | Roman Will  | Kapusok                               | Jackson Whistle Ben Bowns | Játékvezetők: Mads Frandsen Mikael Nord Vonalbírók: Andreas Krøyer Ludvig Lundgren |
| \| Klok (Špaček) – 08:01 \| 1–0 \| \| \| Hronek (Zadina) – 20:33 \| 2–0 \| \| \| Šulák (Špaček, Sekáč) – 24:29 \| 3–0 \| \| \| Chytil (D. Musil) – 32:07 \| 4–0 \| \| \| \| 4–1 \| 39:37 – Myers (Richardson, Kirk) (PP) \| \| Lenc (Hanzl) – 51:33 \| 5–1 \| \| \| Šulák (Hanzl, Klok) – 57:58 \| 6–1 \| \| |             |                                       |                           | Játékvezetők: Mads Frandsen Mikael Nord Vonalbírók: Andreas Krøyer Ludvig Lundgren |
| 6 perc | Büntetések  | 16 perc                               |                           | Játékvezetők: Mads Frandsen Mikael Nord Vonalbírók: Andreas Krøyer Ludvig Lundgren |
| 46 | Lövések     | 19                                    |                           | Játékvezetők: Mads Frandsen Mikael Nord Vonalbírók: Andreas Krøyer Ludvig Lundgren |
| Klok (Špaček) – 08:01 | 1–0         |                                       |                           | Játékvezetők: Mads Frandsen Mikael Nord Vonalbírók: Andreas Krøyer Ludvig Lundgren |
| Hronek (Zadina) – 20:33 | 2–0         |                                       |                           | Játékvezetők: Mads Frandsen Mikael Nord Vonalbírók: Andreas Krøyer Ludvig Lundgren |
| Šulák (Špaček, Sekáč) – 24:29 | 3–0         |                                       |                           | Játékvezetők: Mads Frandsen Mikael Nord Vonalbírók: Andreas Krøyer Ludvig Lundgren |
| Chytil (D. Musil) – 32:07 | 4–0         |                                       |                           |                                                                                    |
| | 4–1         | 39:37 – Myers (Richardson, Kirk) (PP) |                           |                                                                                    |
| Lenc (Hanzl) – 51:33 | 5–1         |                                       |                           |                                                                                    |
| Šulák (Hanzl, Klok) – 57:58 | 6–1         |                                       |                           |                                                                                    |

| 2021. május 29. 16:15 (15:15) | Svájc | 1–4 (0–0, 0–1, 1–3) | ROC | Olimpiai sportközpont, Riga |

| Jegyzőkönyv | Jegyzőkönyv | Jegyzőkönyv                                      | Jegyzőkönyv       | Jegyzőkönyv                                                                                  |
| --- | ----------- | ------------------------------------------------ | ----------------- | -------------------------------------------------------------------------------------------- |
| | Reto Berra  | Kapusok                                          | Alexander Samonov | Játékvezetők: Andrew Bruggeman Oliver Gouin Vonalbírók: Nicolas Constantineau Dustin McCrank |
| \| \| 0–1 \| 35:01 – Burdasov (Galimov) (PP) \| \| Hischier (Ambühl) – 48:12 \| 1–1 \| \| \| \| 1–2 \| 50:26 – Karnaukhov (Tolchinsky, Barabanov) \| \| \| 1–3 \| 52:38 – Tolchinsky (Slepyshev, Provorov) \| \| \| 1–4 \| 59:58 – Tolchinsky (Barabanov, Karnaukhov) (ENG) \| |             |                                                  |                   | Játékvezetők: Andrew Bruggeman Oliver Gouin Vonalbírók: Nicolas Constantineau Dustin McCrank |
| 2 perc | Büntetések  | 4 perc                                           |                   | Játékvezetők: Andrew Bruggeman Oliver Gouin Vonalbírók: Nicolas Constantineau Dustin McCrank |
| 23 | Lövések     | 26                                               |                   | Játékvezetők: Andrew Bruggeman Oliver Gouin Vonalbírók: Nicolas Constantineau Dustin McCrank |
| | 0–1         | 35:01 – Burdasov (Galimov) (PP)                  |                   | Játékvezetők: Andrew Bruggeman Oliver Gouin Vonalbírók: Nicolas Constantineau Dustin McCrank |
| Hischier (Ambühl) – 48:12 | 1–1         |                                                  |                   | Játékvezetők: Andrew Bruggeman Oliver Gouin Vonalbírók: Nicolas Constantineau Dustin McCrank |
| | 1–2         | 50:26 – Karnaukhov (Tolchinsky, Barabanov)       |                   | Játékvezetők: Andrew Bruggeman Oliver Gouin Vonalbírók: Nicolas Constantineau Dustin McCrank |
| | 1–3         | 52:38 – Tolchinsky (Slepyshev, Provorov)         |                   |                                                                                              |
| | 1–4         | 59:58 – Tolchinsky (Barabanov, Karnaukhov) (ENG) |                   |                                                                                              |

| 2021. május 29. 20:15 (19:15) | Szlovákia | 2–0 (0–0, 0–0, 2–0) | Dánia | Olimpiai sportközpont, Riga |

| Jegyzőkönyv                                                                                          | Jegyzőkönyv    | Jegyzőkönyv | Jegyzőkönyv    | Jegyzőkönyv                                                                        |
| --- | -------------- | ----------- | -------------- | ---------------------------------------------------------------------------------- |
| | Július Hudáček | Kapusok     | Sebastien Dahm | Játékvezetők: Andris Ansons Lassi Heikkinen Vonalbírók: Hannu Sormunen Dāvis Zunde |
| \| Cehlárik (Hrivík, Lantoši) – 47:13 \| 1–0 \| \| \| Jánošík (Lantoši, Hrivík) – 52:25 \| 2–0 \| \| |                |             |                | Játékvezetők: Andris Ansons Lassi Heikkinen Vonalbírók: Hannu Sormunen Dāvis Zunde |
| 6 perc                                                                                               | Büntetések     | 2 perc      |                | Játékvezetők: Andris Ansons Lassi Heikkinen Vonalbírók: Hannu Sormunen Dāvis Zunde |
| 34                                                                                                   | Lövések        | 24          |                | Játékvezetők: Andris Ansons Lassi Heikkinen Vonalbírók: Hannu Sormunen Dāvis Zunde |
| Cehlárik (Hrivík, Lantoši) – 47:13                                                                   | 1–0            |             |                | Játékvezetők: Andris Ansons Lassi Heikkinen Vonalbírók: Hannu Sormunen Dāvis Zunde |
| Jánošík (Lantoši, Hrivík) – 52:25                                                                    | 2–0            |             |                | Játékvezetők: Andris Ansons Lassi Heikkinen Vonalbírók: Hannu Sormunen Dāvis Zunde |

| 2021. május 30. 16:15 (15:15) | Fehéroroszország | 0–6 (0–2, 0–2, 0–2) | Svájc | Olimpiai sportközpont, Riga |

| Jegyzőkönyv | Jegyzőkönyv                        | Jegyzőkönyv                         | Jegyzőkönyv     | Jegyzőkönyv                                                                      |
| --- | ---------------------------------- | ----------------------------------- | --------------- | -------------------------------------------------------------------------------- |
| | Konstantin Shoshtak Alexei Kolosov | Kapusok                             | Leonardo Genoni | Játékvezetők: Tobias Björk Mikael Nord Vonalbírók: Andreas Krøyer Emil Yletyinen |
| \| \| 0–1 \| 00:36 – Bertschy (Herzog, Scherwey) \| \| \| 0–2 \| 18:01 – Vermin (Meier) \| \| \| 0–3 \| 21:09 – Andrighetto (Vermin) \| \| \| 0–4 \| 32:15 – Hofmann (Corvi) \| \| \| 0–5 \| 52:03 – Vermin (Meier) \| \| \| 0–6 \| 57:43 – Herzog (Hischier) (SH) \| |                                    |                                     |                 | Játékvezetők: Tobias Björk Mikael Nord Vonalbírók: Andreas Krøyer Emil Yletyinen |
| 18 perc | Büntetések                         | 18 perc                             |                 | Játékvezetők: Tobias Björk Mikael Nord Vonalbírók: Andreas Krøyer Emil Yletyinen |
| 20 | Lövések                            | 42                                  |                 | Játékvezetők: Tobias Björk Mikael Nord Vonalbírók: Andreas Krøyer Emil Yletyinen |
| | 0–1                                | 00:36 – Bertschy (Herzog, Scherwey) |                 | Játékvezetők: Tobias Björk Mikael Nord Vonalbírók: Andreas Krøyer Emil Yletyinen |
| | 0–2                                | 18:01 – Vermin (Meier)              |                 | Játékvezetők: Tobias Björk Mikael Nord Vonalbírók: Andreas Krøyer Emil Yletyinen |
| | 0–3                                | 21:09 – Andrighetto (Vermin)        |                 | Játékvezetők: Tobias Björk Mikael Nord Vonalbírók: Andreas Krøyer Emil Yletyinen |
| | 0–4                                | 32:15 – Hofmann (Corvi)             |                 |                                                                                  |
| | 0–5                                | 52:03 – Vermin (Meier)              |                 |                                                                                  |
| | 0–6                                | 57:43 – Herzog (Hischier) (SH)      |                 |                                                                                  |

| 2021. május 30. 20:15 (19:15) | Svédország | 3–1 (0–1, 1–0, 2–0) | Szlovákia | Olimpiai sportközpont, Riga |

| Jegyzőkönyv | Jegyzőkönyv    | Jegyzőkönyv      | Jegyzőkönyv | Jegyzőkönyv                                                                              |
| --- | -------------- | ---------------- | ----------- | ---------------------------------------------------------------------------------------- |
| | Adam Reideborn | Kapusok          | Adam Húska  | Játékvezetők: André Schrader Michael Tscherrig Vonalbírók: David Obwegeser Elias Seewald |
| \| \| 0–1 \| 19:07 – Cehlárik \| \| Sörensen (Friberg) – 30:15 \| 1–1 \| \| \| Olofsson (Tömmernes) (PP) – 51:38 \| 2–1 \| \| \| Lundeström (Hållander) (SH, EN) – 59:47 \| 3–1 \| \| |                |                  |             | Játékvezetők: André Schrader Michael Tscherrig Vonalbírók: David Obwegeser Elias Seewald |
| 10 perc | Büntetések     | 6 perc           |             | Játékvezetők: André Schrader Michael Tscherrig Vonalbírók: David Obwegeser Elias Seewald |
| 29 | Lövések        | 30               |             | Játékvezetők: André Schrader Michael Tscherrig Vonalbírók: David Obwegeser Elias Seewald |
| | 0–1            | 19:07 – Cehlárik |             | Játékvezetők: André Schrader Michael Tscherrig Vonalbírók: David Obwegeser Elias Seewald |
| Sörensen (Friberg) – 30:15 | 1–1            |                  |             | Játékvezetők: André Schrader Michael Tscherrig Vonalbírók: David Obwegeser Elias Seewald |
| Olofsson (Tömmernes) (PP) – 51:38 | 2–1            |                  |             | Játékvezetők: André Schrader Michael Tscherrig Vonalbírók: David Obwegeser Elias Seewald |
| Lundeström (Hållander) (SH, EN) – 59:47 | 3–1            |                  |             |                                                                                          |

| 2021. május 31. 16:15 (15:15) | Csehország | 2–1 (sz.) (0–1, 0–0, 1–0) (h.u.: 0–0) (sz.: 1–0) | Dánia | Olimpiai sportközpont, Riga |

| Jegyzőkönyv | Jegyzőkönyv  | Jegyzőkönyv                                     | Jegyzőkönyv    | Jegyzőkönyv                                                                         |
| --- | ------------ | ----------------------------------------------- | -------------- | ----------------------------------------------------------------------------------- |
| | Šimon Hrubec | Kapusok                                         | Sebastian Dahm | Játékvezetők: Roman Gofman Yevgeni Romasko Vonalbírók: Gleb Lazarev Nikita Shalagin |
| \| \| 0–1 \| 03:41 – Nick. Jensen (M. Lauridsen, Meyer) (PP) \| \| Kubalík (Chytil, Vrána) – 45:23 \| 1–1 \| \| |              |                                                 |                | Játékvezetők: Roman Gofman Yevgeni Romasko Vonalbírók: Gleb Lazarev Nikita Shalagin |
| Hanzl Vrána Kovář Chytil                                                                                        | Szétlövés    | Meyer Bau Hansen Nick. Jensen True Andersen     |                | Játékvezetők: Roman Gofman Yevgeni Romasko Vonalbírók: Gleb Lazarev Nikita Shalagin |
| 4 perc | Büntetések   | 8 perc                                          |                | Játékvezetők: Roman Gofman Yevgeni Romasko Vonalbírók: Gleb Lazarev Nikita Shalagin |
| 39 | Lövések      | 13                                              |                | Játékvezetők: Roman Gofman Yevgeni Romasko Vonalbírók: Gleb Lazarev Nikita Shalagin |
| | 0–1          | 03:41 – Nick. Jensen (M. Lauridsen, Meyer) (PP) |                | Játékvezetők: Roman Gofman Yevgeni Romasko Vonalbírók: Gleb Lazarev Nikita Shalagin |
| Kubalík (Chytil, Vrána) – 45:23                                                                                 | 1–1          |                                                 |                | Játékvezetők: Roman Gofman Yevgeni Romasko Vonalbírók: Gleb Lazarev Nikita Shalagin |

| 2021. május 31. 20:15 (19:15) | ROC | 3–2 (sz.) (0–1, 0–0, 2–1) (h.u.: 0–0) (sz.: 1–0) | Svédország | Olimpiai sportközpont, Riga |

| Jegyzőkönyv | Jegyzőkönyv       | Jegyzőkönyv                              | Jegyzőkönyv    | Jegyzőkönyv                                                                                |
| --- | ----------------- | ---------------------------------------- | -------------- | ------------------------------------------------------------------------------------------ |
| | Alexander Samonov | Kapusok                                  | Adam Reideborn | Játékvezetők: Andrew Bruggeman Oliver Gouin Vonalbírók: Nicolas Constantineau Brian Oliver |
| \| \| 0–1 \| 08:06 – Frödén (Lindberg, A. Kempe) (PP) \| \| Slepyshev (Orlov) – 52:34 \| 1–1 \| \| \| Barabanov (Tarasenko, Nesterov) – 52:46 \| 2–1 \| \| \| \| 2–2 \| 55:17 – Olofsson (Sellgren, Lundeström) \| |                   |                                          |                | Játékvezetők: Andrew Bruggeman Oliver Gouin Vonalbírók: Nicolas Constantineau Brian Oliver |
| Slepyshev Morozov Burdasov Tolchinsky Tarasenko | Szétlövés         | Rakell Olofsson A. Kempe Pudas Sörensen  |                | Játékvezetők: Andrew Bruggeman Oliver Gouin Vonalbírók: Nicolas Constantineau Brian Oliver |
| 10 perc | Büntetések        | 4 perc                                   |                | Játékvezetők: Andrew Bruggeman Oliver Gouin Vonalbírók: Nicolas Constantineau Brian Oliver |
| 27 | Lövések           | 30                                       |                | Játékvezetők: Andrew Bruggeman Oliver Gouin Vonalbírók: Nicolas Constantineau Brian Oliver |
| | 0–1               | 08:06 – Frödén (Lindberg, A. Kempe) (PP) |                | Játékvezetők: Andrew Bruggeman Oliver Gouin Vonalbírók: Nicolas Constantineau Brian Oliver |
| Slepyshev (Orlov) – 52:34 | 1–1               |                                          |                | Játékvezetők: Andrew Bruggeman Oliver Gouin Vonalbírók: Nicolas Constantineau Brian Oliver |
| Barabanov (Tarasenko, Nesterov) – 52:46 | 2–1               |                                          |                |                                                                                            |
| | 2–2               | 55:17 – Olofsson (Sellgren, Lundeström)  |                |                                                                                            |

| 2021. június 1. 12:15 (11:15) | Svájc | 6–3 (2–1, 4–1, 0–1) | Nagy-Britannia | Olimpiai sportközpont, Riga |

| Jegyzőkönyv | Jegyzőkönyv                | Jegyzőkönyv                             | Jegyzőkönyv               | Jegyzőkönyv                                                                 |
| --- | -------------------------- | --------------------------------------- | ------------------------- | --------------------------------------------------------------------------- |
| | Reto Berra Melvin Nyffeler | Kapusok                                 | Ben Bowns Jackson Whistle | Játékvezetők: Martin Fraňo Robin Šír Vonalbírók: Daniel Hynek Jiří Ondráček |
| \| Hofmann (Corvi, Moser) – 10:31 \| 1–0 \| \| \| \| 1–1 \| 11:08 – Kirk \| \| Loeffel (Scherwey, Siegenthaler) – 16:42 \| 2–1 \| \| \| \| 2–2 \| 25:34 – Kirk (Richardson, Hammond) (PP) \| \| Alatalo (Corvi, Hischier) (PP) – 30:07 \| 3–2 \| \| \| Bertschy (Scherwey) – 30:20 \| 4–2 \| \| \| Bertschy (Diaz, Scherwey) – 36:09 \| 5–2 \| \| \| Hischier (Kurashev) – 37:45 \| 6–2 \| \| \| \| 6–3 \| 53:58 – Connolly (Kirk, Hammond) \| |                            |                                         |                           | Játékvezetők: Martin Fraňo Robin Šír Vonalbírók: Daniel Hynek Jiří Ondráček |
| 16 perc | Büntetések                 | 8 perc                                  |                           | Játékvezetők: Martin Fraňo Robin Šír Vonalbírók: Daniel Hynek Jiří Ondráček |
| 53 | Lövések                    | 26                                      |                           | Játékvezetők: Martin Fraňo Robin Šír Vonalbírók: Daniel Hynek Jiří Ondráček |
| Hofmann (Corvi, Moser) – 10:31 | 1–0                        |                                         |                           | Játékvezetők: Martin Fraňo Robin Šír Vonalbírók: Daniel Hynek Jiří Ondráček |
| | 1–1                        | 11:08 – Kirk                            |                           | Játékvezetők: Martin Fraňo Robin Šír Vonalbírók: Daniel Hynek Jiří Ondráček |
| Loeffel (Scherwey, Siegenthaler) – 16:42 | 2–1                        |                                         |                           | Játékvezetők: Martin Fraňo Robin Šír Vonalbírók: Daniel Hynek Jiří Ondráček |
| | 2–2                        | 25:34 – Kirk (Richardson, Hammond) (PP) |                           |                                                                             |
| Alatalo (Corvi, Hischier) (PP) – 30:07 | 3–2                        |                                         |                           |                                                                             |
| Bertschy (Scherwey) – 30:20 | 4–2                        |                                         |                           |                                                                             |
| Bertschy (Diaz, Scherwey) – 36:09 | 5–2                        |                                         |                           |                                                                             |
| Hischier (Kurashev) – 37:45 | 6–2                        |                                         |                           |                                                                             |
| | 6–3                        | 53:58 – Connolly (Kirk, Hammond)        |                           |                                                                             |

| 2021. június 1. 16:15 (15:15) | Szlovákia | 3–7 (0–2, 1–2, 2–3) | Csehország | Olimpiai sportközpont, Riga |

| Jegyzőkönyv | Jegyzőkönyv               | Jegyzőkönyv                         | Jegyzőkönyv | Jegyzőkönyv                                                                                |
| --- | ------------------------- | ----------------------------------- | ----------- | ------------------------------------------------------------------------------------------ |
| | Július Hudáček Adam Húska | Kapusok                             | Roman Will  | Játékvezetők: Andrew Bruggeman Oliver Gouin Vonalbírók: Nicolas Constantineau Brian Oliver |
| \| \| 0–1 \| 00:29 – Zadina (Hájek, Moravčík) \| \| \| 0–2 \| 15:04 – Špaček (Zadina) \| \| \| 0–3 \| 22:49 – Radil (Šustr, Šulák) \| \| Sukeľ (Faško-Rudáš) – 26:53 \| 1–3 \| \| \| \| 1–4 \| 39:49 – Šulák (Špaček) (PP) \| \| \| 1–5 \| 43:31 – Stránský \| \| \| 1–6 \| 45:47 – Blümel (Stránský, Moravčík \| \| Bučko (Holešinský, Buc) – 48:45 \| 2–6 \| \| \| Pospíšil (Cehlárik, Gachulinec) – 58:57 \| 3–6 \| \| \| \| 3–7 \| 59:43 – Hájek (Hanzl, Smejkal) (EN) \| |                           |                                     |             | Játékvezetők: Andrew Bruggeman Oliver Gouin Vonalbírók: Nicolas Constantineau Brian Oliver |
| 6 perc | Büntetések                | 6 perc                              |             | Játékvezetők: Andrew Bruggeman Oliver Gouin Vonalbírók: Nicolas Constantineau Brian Oliver |
| 25 | Lövések                   | 28                                  |             | Játékvezetők: Andrew Bruggeman Oliver Gouin Vonalbírók: Nicolas Constantineau Brian Oliver |
| | 0–1                       | 00:29 – Zadina (Hájek, Moravčík)    |             | Játékvezetők: Andrew Bruggeman Oliver Gouin Vonalbírók: Nicolas Constantineau Brian Oliver |
| | 0–2                       | 15:04 – Špaček (Zadina)             |             | Játékvezetők: Andrew Bruggeman Oliver Gouin Vonalbírók: Nicolas Constantineau Brian Oliver |
| | 0–3                       | 22:49 – Radil (Šustr, Šulák)        |             | Játékvezetők: Andrew Bruggeman Oliver Gouin Vonalbírók: Nicolas Constantineau Brian Oliver |
| Sukeľ (Faško-Rudáš) – 26:53 | 1–3                       |                                     |             |                                                                                            |
| | 1–4                       | 39:49 – Šulák (Špaček) (PP)         |             |                                                                                            |
| | 1–5                       | 43:31 – Stránský                    |             |                                                                                            |
| | 1–6                       | 45:47 – Blümel (Stránský, Moravčík  |             |                                                                                            |
| Bučko (Holešinský, Buc) – 48:45 | 2–6                       |                                     |             |                                                                                            |
| Pospíšil (Cehlárik, Gachulinec) – 58:57 | 3–6                       |                                     |             |                                                                                            |
| | 3–7                       | 59:43 – Hájek (Hanzl, Smejkal) (EN) |             |                                                                                            |

| 2021. június 1. 20:15 (19:15) | ROC | 6–0 (5–0, 0–0, 1–0) | Fehéroroszország | Olimpiai sportközpont, Riga |

| Jegyzőkönyv | Jegyzőkönyv       | Jegyzőkönyv | Jegyzőkönyv                       | Jegyzőkönyv                                                                           |
| --- | ----------------- | ----------- | --------------------------------- | ------------------------------------------------------------------------------------- |
| | Alexander Samonov | Kapusok     | Konstantin Shostak Alexei Kolosov | Játékvezetők: André Schrader Christoph Sternat Vonalbírók: Jonas Merten Elias Seewald |
| \| Nesterov (Grigorenko) – 00:36 \| 1–0 \| \| \| Galimov (Gavrikov) – 04:29 \| 2–0 \| \| \| Shalunov (Zadorov, Nesterov) – 09:06 \| 3–0 \| \| \| Grigorenko (Slepyshev, Voronkov) – 10:52 \| 4–0 \| \| \| Nesterov (Tarasenko, Barabanov) – 16:28 \| 5–0 \| \| \| Voronkov (Slepyshev, Grigorenko) – 52:08 \| 6–0 \| \| |                   |             |                                   | Játékvezetők: André Schrader Christoph Sternat Vonalbírók: Jonas Merten Elias Seewald |
| 6 perc | Büntetések        | 12 perc     |                                   | Játékvezetők: André Schrader Christoph Sternat Vonalbírók: Jonas Merten Elias Seewald |
| 32 | Lövések           | 19          |                                   | Játékvezetők: André Schrader Christoph Sternat Vonalbírók: Jonas Merten Elias Seewald |
| Nesterov (Grigorenko) – 00:36 | 1–0               |             |                                   | Játékvezetők: André Schrader Christoph Sternat Vonalbírók: Jonas Merten Elias Seewald |
| Galimov (Gavrikov) – 04:29 | 2–0               |             |                                   | Játékvezetők: André Schrader Christoph Sternat Vonalbírók: Jonas Merten Elias Seewald |
| Shalunov (Zadorov, Nesterov) – 09:06 | 3–0               |             |                                   | Játékvezetők: André Schrader Christoph Sternat Vonalbírók: Jonas Merten Elias Seewald |
| Grigorenko (Slepyshev, Voronkov) – 10:52 | 4–0               |             |                                   |                                                                                       |
| Nesterov (Tarasenko, Barabanov) – 16:28 | 5–0               |             |                                   |                                                                                       |
| Voronkov (Slepyshev, Grigorenko) – 52:08 | 6–0               |             |                                   |                                                                                       |

### B csoport
| Hely. | Csapat           | M | Gy | HGy | HV | V | G+ | G– | Gk  | P  | Továbbjutás                  |
| ----- | ---------------- | - | -- | --- | -- | - | -- | -- | --- | -- | ---------------------------- |
| 1.    | Egyesült Államok | 7 | 6  | 0   | 0  | 1 | 21 | 8  | +13 | 18 | Továbbjutott a negyeddöntőbe |
| 2.    | Finnország       | 7 | 4  | 2   | 1  | 0 | 19 | 10 | +9  | 17 | Továbbjutott a negyeddöntőbe |
| 3.    | Németország      | 7 | 4  | 0   | 0  | 3 | 22 | 14 | +8  | 12 | Továbbjutott a negyeddöntőbe |
| 4.    | Kanada           | 7 | 3  | 0   | 1  | 3 | 19 | 18 | +1  | 10 | Továbbjutott a negyeddöntőbe |
| 5.    | Kazahsztán       | 7 | 2  | 2   | 0  | 3 | 22 | 18 | +4  | 10 |                              |
| 6.    | Lettország (R)   | 7 | 2  | 0   | 3  | 2 | 15 | 16 | −1  | 9  |                              |
| 7.    | Norvégia         | 7 | 2  | 1   | 0  | 4 | 17 | 21 | −4  | 8  |                              |
| 8.    | Olaszország      | 7 | 0  | 0   | 0  | 7 | 11 | 41 | −30 | 0  |                              |

1. 1 2  Kazahsztán 2–4 Kanada

| 2021. május 21. 16:15 (15:15) | Németország | 9–4 (2–2, 5–0, 2–2) | Olaszország | Arena Riga, Riga |

| Jegyzőkönyv | Jegyzőkönyv     | Jegyzőkönyv                         | Jegyzőkönyv  | Jegyzőkönyv                                                                         |
| --- | --------------- | ----------------------------------- | ------------ | ----------------------------------------------------------------------------------- |
| | Felix Brückmann | Kapusok                             | Justin Fazio | Játékvezetők: Andrew Bruggeman Martin Fraňo Vonalbírók: Dustin McCrank Brian Oliver |
| \| Kühnhackl (Krämmer) – 15:56 \| 1–0 \| \| \| \| 1–1 \| 17:42 – Petan (Miceli) \| \| \| 1–2 \| 18:07 – Frigo (Magnabosco, Bardaro) \| \| M. Müller (Eisenschmid, Loibl) – 18:44 \| 2–2 \| \| \| Rieder (Kühnhackl, Krämmer) – 24:23 \| 3–2 \| \| \| Tiffels (Eisenschmid, Plachta) (PP) – 27:47 \| 4–2 \| \| \| Noebels (J. Müller, Pföderl) – 35:13 \| 5–2 \| \| \| Reichel (Seider) – 37:52 \| 6–2 \| \| \| Noebels (Pföderl, Reichel) – 38:35 \| 7–2 \| \| \| Plachta (Tiffels, Holzer) (SH) – 42:52 \| 8–2 \| \| \| \| 8–3 \| 43:22 – Bardaro (Deluca) (PP) \| \| \| 8–4 \| 44:06 – Frank (Frigo) (PP) \| \| Pföderl (Noebels, Reichel) – 48:41 \| 9–4 \| \| |                 |                                     |              | Játékvezetők: Andrew Bruggeman Martin Fraňo Vonalbírók: Dustin McCrank Brian Oliver |
| 29 perc | Büntetések      | 6 perc                              |              | Játékvezetők: Andrew Bruggeman Martin Fraňo Vonalbírók: Dustin McCrank Brian Oliver |
| 52 | Lövések         | 13                                  |              | Játékvezetők: Andrew Bruggeman Martin Fraňo Vonalbírók: Dustin McCrank Brian Oliver |
| Kühnhackl (Krämmer) – 15:56 | 1–0             |                                     |              | Játékvezetők: Andrew Bruggeman Martin Fraňo Vonalbírók: Dustin McCrank Brian Oliver |
| | 1–1             | 17:42 – Petan (Miceli)              |              | Játékvezetők: Andrew Bruggeman Martin Fraňo Vonalbírók: Dustin McCrank Brian Oliver |
| | 1–2             | 18:07 – Frigo (Magnabosco, Bardaro) |              | Játékvezetők: Andrew Bruggeman Martin Fraňo Vonalbírók: Dustin McCrank Brian Oliver |
| M. Müller (Eisenschmid, Loibl) – 18:44 | 2–2             |                                     |              |                                                                                     |
| Rieder (Kühnhackl, Krämmer) – 24:23 | 3–2             |                                     |              |                                                                                     |
| Tiffels (Eisenschmid, Plachta) (PP) – 27:47 | 4–2             |                                     |              |                                                                                     |
| Noebels (J. Müller, Pföderl) – 35:13 | 5–2             |                                     |              |                                                                                     |
| Reichel (Seider) – 37:52 | 6–2             |                                     |              |                                                                                     |
| Noebels (Pföderl, Reichel) – 38:35 | 7–2             |                                     |              |                                                                                     |
| Plachta (Tiffels, Holzer) (SH) – 42:52 | 8–2             |                                     |              |                                                                                     |
| | 8–3             | 43:22 – Bardaro (Deluca) (PP)       |              |                                                                                     |
| | 8–4             | 44:06 – Frank (Frigo) (PP)          |              |                                                                                     |
| Pföderl (Noebels, Reichel) – 48:41 | 9–4             |                                     |              |                                                                                     |

| 2021. május 21. 20:15 (19:15) | Kanada | 0–2 (0–1, 0–1, 0–0) | Lettország | Arena Riga, Riga |

| Jegyzőkönyv                                                                                      | Jegyzőkönyv   | Jegyzőkönyv                               | Jegyzőkönyv       | Jegyzőkönyv                                                                             |
| ------------------------------------------------------------------------------------------------ | ------------- | ----------------------------------------- | ----------------- | --------------------------------------------------------------------------------------- |
|                                                                                                  | Darcy Kuemper | Kapusok                                   | Matīss Kivlenieks | Játékvezetők: André Schrader Michael Tscherrig Vonalbírók: Jonas Merten David Obwegeser |
| \| \| 0–1 \| 19:58 – Indrašis (Ķēniņš, Freibergs) (PP) \| \| \| 0–2 \| 28:39 – Batņa (Ķēniņš) \| |               |                                           |                   | Játékvezetők: André Schrader Michael Tscherrig Vonalbírók: Jonas Merten David Obwegeser |
| 8 perc                                                                                           | Büntetések    | 8 perc                                    |                   | Játékvezetők: André Schrader Michael Tscherrig Vonalbírók: Jonas Merten David Obwegeser |
| 38                                                                                               | Lövések       | 17                                        |                   | Játékvezetők: André Schrader Michael Tscherrig Vonalbírók: Jonas Merten David Obwegeser |
|                                                                                                  | 0–1           | 19:58 – Indrašis (Ķēniņš, Freibergs) (PP) |                   | Játékvezetők: André Schrader Michael Tscherrig Vonalbírók: Jonas Merten David Obwegeser |
|                                                                                                  | 0–2           | 28:39 – Batņa (Ķēniņš)                    |                   | Játékvezetők: André Schrader Michael Tscherrig Vonalbírók: Jonas Merten David Obwegeser |

| 2021. május 22. 12:15 (11:15) | Norvégia | 1–5 (0–1, 1–3, 0–1) | Németország | Arena Riga, Riga |

| Jegyzőkönyv | Jegyzőkönyv      | Jegyzőkönyv                            | Jegyzőkönyv          | Jegyzőkönyv                                                                                  |
| --- | ---------------- | -------------------------------------- | -------------------- | -------------------------------------------------------------------------------------------- |
| | Henrik Haukeland | Kapusok                                | Mathias Niederberger | Játékvezetők: Andrew Bruggeman Oliver Gouin Vonalbírók: Nicolas Constantineau Dustin McCrank |
| \| \| 0–1 \| 19:44 – Plachta (M. Müller, Seider) \| \| \| 0–2 \| 23:19 – Gawanke (Brandt, Noebels) (PP) \| \| \| 0–3 \| 26:04 – Pföderl (Reichel, Noebels) \| \| \| 0–4 \| 30:35 – Reichel \| \| Lilleberg (M. Olimb, Haga) – 36:21 \| 1–4 \| \| \| \| 1–5 \| 44:41 – Bergmann (Nowak, Krämmer) \| |                  |                                        |                      | Játékvezetők: Andrew Bruggeman Oliver Gouin Vonalbírók: Nicolas Constantineau Dustin McCrank |
| 16 perc | Büntetések       | 4 perc                                 |                      | Játékvezetők: Andrew Bruggeman Oliver Gouin Vonalbírók: Nicolas Constantineau Dustin McCrank |
| 25 | Lövések          | 26                                     |                      | Játékvezetők: Andrew Bruggeman Oliver Gouin Vonalbírók: Nicolas Constantineau Dustin McCrank |
| | 0–1              | 19:44 – Plachta (M. Müller, Seider)    |                      | Játékvezetők: Andrew Bruggeman Oliver Gouin Vonalbírók: Nicolas Constantineau Dustin McCrank |
| | 0–2              | 23:19 – Gawanke (Brandt, Noebels) (PP) |                      | Játékvezetők: Andrew Bruggeman Oliver Gouin Vonalbírók: Nicolas Constantineau Dustin McCrank |
| | 0–3              | 26:04 – Pföderl (Reichel, Noebels)     |                      | Játékvezetők: Andrew Bruggeman Oliver Gouin Vonalbírók: Nicolas Constantineau Dustin McCrank |
| | 0–4              | 30:35 – Reichel                        |                      |                                                                                              |
| Lilleberg (M. Olimb, Haga) – 36:21 | 1–4              |                                        |                      |                                                                                              |
| | 1–5              | 44:41 – Bergmann (Nowak, Krämmer)      |                      |                                                                                              |

| 2021. május 22. 16:15 (15:15) | Finnország | 2–1 (0–0, 2–1, 0–0) | Egyesült Államok | Arena Riga, Riga |

| Jegyzőkönyv | Jegyzőkönyv    | Jegyzőkönyv                      | Jegyzőkönyv  | Jegyzőkönyv                                                                      |
| --- | -------------- | -------------------------------- | ------------ | -------------------------------------------------------------------------------- |
| | Juho Olkinuora | Kapusok                          | Cal Petersen | Játékvezetők: Antonín Jeřábek Peter Stano Vonalbírók: Daniel Hynek Jiří Ondráček |
| \| Ohtamaa (Mäenalanen, Anttila) – 26:54 \| 1–0 \| \| \| Pakarinen (Pokka, Määttä) – 35:41 \| 2–0 \| \| \| \| 2–1 \| 38:01 – Robertson (Wolanin) (PP) \| |                |                                  |              | Játékvezetők: Antonín Jeřábek Peter Stano Vonalbírók: Daniel Hynek Jiří Ondráček |
| 4 perc | Büntetések     | 2 perc                           |              | Játékvezetők: Antonín Jeřábek Peter Stano Vonalbírók: Daniel Hynek Jiří Ondráček |
| 29 | Lövések        | 30                               |              | Játékvezetők: Antonín Jeřábek Peter Stano Vonalbírók: Daniel Hynek Jiří Ondráček |
| Ohtamaa (Mäenalanen, Anttila) – 26:54 | 1–0            |                                  |              | Játékvezetők: Antonín Jeřábek Peter Stano Vonalbírók: Daniel Hynek Jiří Ondráček |
| Pakarinen (Pokka, Määttä) – 35:41 | 2–0            |                                  |              | Játékvezetők: Antonín Jeřábek Peter Stano Vonalbírók: Daniel Hynek Jiří Ondráček |
| | 2–1            | 38:01 – Robertson (Wolanin) (PP) |              | Játékvezetők: Antonín Jeřábek Peter Stano Vonalbírók: Daniel Hynek Jiří Ondráček |

| 2021. május 22. 20:15 (19:15) | Lettország | 2–3 (sz.) (0–0, 1–1, 1–1) (h.u.: 0–0) (sz.: 0–1) | Kazahsztán | Arena Riga, Riga |

| Jegyzőkönyv | Jegyzőkönyv       | Jegyzőkönyv                                                       | Jegyzőkönyv     | Jegyzőkönyv                                                                       |
| --- | ----------------- | ----------------------------------------------------------------- | --------------- | --------------------------------------------------------------------------------- |
| | Matīss Kivlenieks | Kapusok                                                           | Nikita Boyarkin | Játékvezetők: Mads Frandsen Mikael Nord Vonalbírók: Andreas Krøyer Emil Yletyinen |
| \| Dārziņš (Daugaviņš) – 27:44 \| 1–0 \| \| \| \| 1–1 \| 38:59 – Shin (Starchenko, Dietz) (PP) \| \| Ri. Bukarts (Cibuļskis) – 45:25 \| 2–1 \| \| \| \| 2–2 \| 45:37 – Blacker (Svedberg, Sagadeyev) \| |                   |                                                                   |                 | Játékvezetők: Mads Frandsen Mikael Nord Vonalbírók: Andreas Krøyer Emil Yletyinen |
| Indrašis Dārziņš Ro. Bukarts Daugaviņš Ri. Bukarts Indrašis Dārziņš Ro. Bukarts | Szétlövés         | Shin Valk Mikhailis Starchenko Dietz Starchenko Mikhailis Rymarev |                 | Játékvezetők: Mads Frandsen Mikael Nord Vonalbírók: Andreas Krøyer Emil Yletyinen |
| 8 perc | Büntetések        | 4 perc                                                            |                 | Játékvezetők: Mads Frandsen Mikael Nord Vonalbírók: Andreas Krøyer Emil Yletyinen |
| 14 | Lövések           | 32                                                                |                 | Játékvezetők: Mads Frandsen Mikael Nord Vonalbírók: Andreas Krøyer Emil Yletyinen |
| Dārziņš (Daugaviņš) – 27:44 | 1–0               |                                                                   |                 | Játékvezetők: Mads Frandsen Mikael Nord Vonalbírók: Andreas Krøyer Emil Yletyinen |
| | 1–1               | 38:59 – Shin (Starchenko, Dietz) (PP)                             |                 | Játékvezetők: Mads Frandsen Mikael Nord Vonalbírók: Andreas Krøyer Emil Yletyinen |
| Ri. Bukarts (Cibuļskis) – 45:25 | 2–1               |                                                                   |                 |                                                                                   |
| | 2–2               | 45:37 – Blacker (Svedberg, Sagadeyev)                             |                 |                                                                                   |

| 2021. május 23. 12:15 (11:15) | Norvégia | 4–1 (1–0, 2–0, 1–1) | Olaszország | Arena Riga, Riga |

| Jegyzőkönyv | Jegyzőkönyv      | Jegyzőkönyv                            | Jegyzőkönyv  | Jegyzőkönyv                                                                         |
| --- | ---------------- | -------------------------------------- | ------------ | ----------------------------------------------------------------------------------- |
| | Henrik Haukeland | Kapusok                                | Justin Fazio | Játékvezetők: Tobias Björk Mads Frandsen Vonalbírók: Ludvig Lundgren Emil Yletyinen |
| \| Trettenes (Olden, Lesund) – 10:04 \| 1–0 \| \| \| Rosseli Olsen (M. Olimb, Espeland) (PP) – 25:12 \| 2–0 \| \| \| Trettenes (Olden, Lindström) (PP) – 36:01 \| 3–0 \| \| \| Trettenes (Lesund, Lindström) – 40:59 \| 4–0 \| \| \| \| 4–1 \| 51:55 – Frank (Andergassen, Marchetti) \| |                  |                                        |              | Játékvezetők: Tobias Björk Mads Frandsen Vonalbírók: Ludvig Lundgren Emil Yletyinen |
| 2 perc | Büntetések       | 18 perc                                |              | Játékvezetők: Tobias Björk Mads Frandsen Vonalbírók: Ludvig Lundgren Emil Yletyinen |
| 39 | Lövések          | 18                                     |              | Játékvezetők: Tobias Björk Mads Frandsen Vonalbírók: Ludvig Lundgren Emil Yletyinen |
| Trettenes (Olden, Lesund) – 10:04 | 1–0              |                                        |              | Játékvezetők: Tobias Björk Mads Frandsen Vonalbírók: Ludvig Lundgren Emil Yletyinen |
| Rosseli Olsen (M. Olimb, Espeland) (PP) – 25:12 | 2–0              |                                        |              | Játékvezetők: Tobias Björk Mads Frandsen Vonalbírók: Ludvig Lundgren Emil Yletyinen |
| Trettenes (Olden, Lindström) (PP) – 36:01 | 3–0              |                                        |              | Játékvezetők: Tobias Björk Mads Frandsen Vonalbírók: Ludvig Lundgren Emil Yletyinen |
| Trettenes (Lesund, Lindström) – 40:59 | 4–0              |                                        |              |                                                                                     |
| | 4–1              | 51:55 – Frank (Andergassen, Marchetti) |              |                                                                                     |

| 2021. május 23. 16:15 (15:15) | Kazahsztán | 2–1 (sz.) (0–0, 1–1, 0–0) (h.u.: 0–0) (sz.: 1–0) | Finnország | Arena Riga, Riga |

| Jegyzőkönyv                                                                                            | Jegyzőkönyv     | Jegyzőkönyv                            | Jegyzőkönyv  | Jegyzőkönyv                                                                            |
| --- | --------------- | -------------------------------------- | ------------ | -------------------------------------------------------------------------------------- |
| | Nikita Boyarkin | Kapusok                                | Harri Säteri | Játékvezetők: Yevgeni Romasko Maxim Sidorenko Vonalbírók: Gleb Lazarev Nikita Shalagin |
| \| \| 0–1 \| 33:24 – Lundell (Lindbohm, Ruohomaa) \| \| Panyukov (Mikhailis) (PP) – 35:56 \| 1–1 \| \| |                 |                                        |              | Játékvezetők: Yevgeni Romasko Maxim Sidorenko Vonalbírók: Gleb Lazarev Nikita Shalagin |
| Shin Valk Mikhailis Starchenko                                                                         | Szétlövés       | Turunen Kaski Ruotsalainen Karjalainen |              | Játékvezetők: Yevgeni Romasko Maxim Sidorenko Vonalbírók: Gleb Lazarev Nikita Shalagin |
| 4 perc                                                                                                 | Büntetések      | 4 perc                                 |              | Játékvezetők: Yevgeni Romasko Maxim Sidorenko Vonalbírók: Gleb Lazarev Nikita Shalagin |
| 20 | Lövések         | 51                                     |              | Játékvezetők: Yevgeni Romasko Maxim Sidorenko Vonalbírók: Gleb Lazarev Nikita Shalagin |
| | 0–1             | 33:24 – Lundell (Lindbohm, Ruohomaa)   |              | Játékvezetők: Yevgeni Romasko Maxim Sidorenko Vonalbírók: Gleb Lazarev Nikita Shalagin |
| Panyukov (Mikhailis) (PP) – 35:56                                                                      | 1–1             |                                        |              | Játékvezetők: Yevgeni Romasko Maxim Sidorenko Vonalbírók: Gleb Lazarev Nikita Shalagin |

| 2021. május 23. 20:15 (19:15) | Kanada | 1–5 (0–1, 0–3, 1–1) | Egyesült Államok | Arena Riga, Riga |

| Jegyzőkönyv | Jegyzőkönyv             | Jegyzőkönyv                     | Jegyzőkönyv                    | Jegyzőkönyv                                                                              |
| --- | ----------------------- | ------------------------------- | ------------------------------ | ---------------------------------------------------------------------------------------- |
| | Darcy Kuemper Adin Hill | Kapusok                         | Anthony Stolarz Jake Oettinger | Játékvezetők: André Schrader Christoph Sternat Vonalbírók: David Obwegeser Elias Seewald |
| \| \| 0–1 \| 07:42 – Robertson (Garland) \| \| \| 0–2 \| 21:19 – Clendening (Hellickson) \| \| \| 0–3 \| 23:27 – Moore (Robertson) (PP) \| \| \| 0–4 \| 38:20 – Moore (Garland) \| \| Comtois (Beaudin) – 51:35 \| 1–4 \| \| \| \| 1–5 \| 57:06 – Tennyson (Clendening) \| |                         |                                 |                                | Játékvezetők: André Schrader Christoph Sternat Vonalbírók: David Obwegeser Elias Seewald |
| 6 perc | Büntetések              | 4 perc                          |                                | Játékvezetők: André Schrader Christoph Sternat Vonalbírók: David Obwegeser Elias Seewald |
| 29 | Lövések                 | 23                              |                                | Játékvezetők: André Schrader Christoph Sternat Vonalbírók: David Obwegeser Elias Seewald |
| | 0–1                     | 07:42 – Robertson (Garland)     |                                | Játékvezetők: André Schrader Christoph Sternat Vonalbírók: David Obwegeser Elias Seewald |
| | 0–2                     | 21:19 – Clendening (Hellickson) |                                | Játékvezetők: André Schrader Christoph Sternat Vonalbírók: David Obwegeser Elias Seewald |
| | 0–3                     | 23:27 – Moore (Robertson) (PP)  |                                | Játékvezetők: André Schrader Christoph Sternat Vonalbírók: David Obwegeser Elias Seewald |
| | 0–4                     | 38:20 – Moore (Garland)         |                                |                                                                                          |
| Comtois (Beaudin) – 51:35 | 1–4                     |                                 |                                |                                                                                          |
| | 1–5                     | 57:06 – Tennyson (Clendening)   |                                |                                                                                          |

| 2021. május 24. 16:15 (15:15) | Lettország | 3–0 (0–0, 1–0, 2–0) | Olaszország | Arena Riga, Riga |

| Jegyzőkönyv | Jegyzőkönyv     | Jegyzőkönyv | Jegyzőkönyv  | Jegyzőkönyv                                                                                  |
| --- | --------------- | ----------- | ------------ | -------------------------------------------------------------------------------------------- |
| | Ivars Punnenovs | Kapusok     | Justin Fazio | Játékvezetők: Andrew Bruggeman Oliver Gouin Vonalbírók: Nicolas Constantineau Dustin McCrank |
| \| Karsums (Krastenbergs) – 32:08 \| 1–0 \| \| \| Dārziņš (Džeriņš, Freibergs) – 58:48 \| 2–0 \| \| \| Karsums (EN) – 59:48 \| 3–0 \| \| |                 |             |              | Játékvezetők: Andrew Bruggeman Oliver Gouin Vonalbírók: Nicolas Constantineau Dustin McCrank |
| 16 perc | Büntetések      | 8 perc      |              | Játékvezetők: Andrew Bruggeman Oliver Gouin Vonalbírók: Nicolas Constantineau Dustin McCrank |
| 44 | Lövések         | 12          |              | Játékvezetők: Andrew Bruggeman Oliver Gouin Vonalbírók: Nicolas Constantineau Dustin McCrank |
| Karsums (Krastenbergs) – 32:08 | 1–0             |             |              | Játékvezetők: Andrew Bruggeman Oliver Gouin Vonalbírók: Nicolas Constantineau Dustin McCrank |
| Dārziņš (Džeriņš, Freibergs) – 58:48 | 2–0             |             |              | Játékvezetők: Andrew Bruggeman Oliver Gouin Vonalbírók: Nicolas Constantineau Dustin McCrank |
| Karsums (EN) – 59:48 | 3–0             |             |              | Játékvezetők: Andrew Bruggeman Oliver Gouin Vonalbírók: Nicolas Constantineau Dustin McCrank |

| 2021. május 24. 20:15 (19:15) | Németország | 3–1 (2–1, 0–0, 1–0) | Kanada | Arena Riga, Riga |

| Jegyzőkönyv | Jegyzőkönyv          | Jegyzőkönyv           | Jegyzőkönyv | Jegyzőkönyv                                                                       |
| --- | -------------------- | --------------------- | ----------- | --------------------------------------------------------------------------------- |
| | Mathias Niederberger | Kapusok               | Adin Hill   | Játékvezetők: Roman Gofman Yevgeni Romasko Vonalbírók: Dmitri Golyak Gleb Lazarev |
| \| Loibl (Kühnhackl, Rieder) – 10:46 \| 1–0 \| \| \| Plachta (Eisenschmid) – 11:24 \| 2–0 \| \| \| \| 2–1 \| 18:19 – Paul (Miller) \| \| Holzer (Plachta, Noebels) (EN) – 57:59 \| 3–1 \| \| |                      |                       |             | Játékvezetők: Roman Gofman Yevgeni Romasko Vonalbírók: Dmitri Golyak Gleb Lazarev |
| 28 perc | Büntetések           | 8 perc                |             | Játékvezetők: Roman Gofman Yevgeni Romasko Vonalbírók: Dmitri Golyak Gleb Lazarev |
| 25 | Lövések              | 40                    |             | Játékvezetők: Roman Gofman Yevgeni Romasko Vonalbírók: Dmitri Golyak Gleb Lazarev |
| Loibl (Kühnhackl, Rieder) – 10:46 | 1–0                  |                       |             | Játékvezetők: Roman Gofman Yevgeni Romasko Vonalbírók: Dmitri Golyak Gleb Lazarev |
| Plachta (Eisenschmid) – 11:24 | 2–0                  |                       |             | Játékvezetők: Roman Gofman Yevgeni Romasko Vonalbírók: Dmitri Golyak Gleb Lazarev |
| | 2–1                  | 18:19 – Paul (Miller) |             | Játékvezetők: Roman Gofman Yevgeni Romasko Vonalbírók: Dmitri Golyak Gleb Lazarev |
| Holzer (Plachta, Noebels) (EN) – 57:59 | 3–1                  |                       |             |                                                                                   |

| 2021. május 25. 16:15 (15:15) | Egyesült Államok | 3–0 (1–0, 1–0, 1–0) | Kazahsztán | Arena Riga, Riga |

| Jegyzőkönyv | Jegyzőkönyv  | Jegyzőkönyv | Jegyzőkönyv     | Jegyzőkönyv                                                                  |
| --- | ------------ | ----------- | --------------- | ---------------------------------------------------------------------------- |
| | Cal Petersen | Kapusok     | Nikita Boyarkin | Játékvezetők: Antonín Jeřábek Robin Šír Vonalbírók: Daniel Hynek Šimon Synek |
| \| Clendening (Robertson, Moore) – 06:57 \| 1–0 \| \| \| Moore (Jones) (EA) – 21:33 \| 2–0 \| \| \| Drury (Donato, Tennyson) – 41:58 \| 3–0 \| \| |              |             |                 | Játékvezetők: Antonín Jeřábek Robin Šír Vonalbírók: Daniel Hynek Šimon Synek |
| 4 perc | Büntetések   | 8 perc      |                 | Játékvezetők: Antonín Jeřábek Robin Šír Vonalbírók: Daniel Hynek Šimon Synek |
| 52 | Lövések      | 18          |                 | Játékvezetők: Antonín Jeřábek Robin Šír Vonalbírók: Daniel Hynek Šimon Synek |
| Clendening (Robertson, Moore) – 06:57 | 1–0          |             |                 | Játékvezetők: Antonín Jeřábek Robin Šír Vonalbírók: Daniel Hynek Šimon Synek |
| Moore (Jones) (EA) – 21:33 | 2–0          |             |                 | Játékvezetők: Antonín Jeřábek Robin Šír Vonalbírók: Daniel Hynek Šimon Synek |
| Drury (Donato, Tennyson) – 41:58 | 3–0          |             |                 | Játékvezetők: Antonín Jeřábek Robin Šír Vonalbírók: Daniel Hynek Šimon Synek |

| 2021. május 25. 20:15 (19:15) | Finnország | 5–2 (1–1, 2–0, 2–1) | Norvégia | Arena Riga, Riga |

| Jegyzőkönyv | Jegyzőkönyv    | Jegyzőkönyv                          | Jegyzőkönyv      | Jegyzőkönyv                                                                         |
| --- | -------------- | ------------------------------------ | ---------------- | ----------------------------------------------------------------------------------- |
| | Juho Olkinuora | Kapusok                              | Henrik Haukeland | Játékvezetők: Andrew Bruggeman Martin Fraňo Vonalbírók: Dustin McCrank Brian Oliver |
| \| \| 0–1 \| 01:30 – M. Olimb (Haga) \| \| Pakarinen (Ohtamaa, Kaski) – 14:24 \| 1–1 \| \| \| Lundell (Ruotsalainen) – 21:40 \| 2–1 \| \| \| Nousiainen (Sallinen) – 25:54 \| 3–1 \| \| \| \| 3–2 \| 41:13 – Lindström (Trettenes, Olden) \| \| Innala (Kontiola, Sund) (PP) – 47:17 \| 4–2 \| \| \| Björninen (Mäenalanen, Koivisto) – 53:25 \| 5–2 \| \| |                |                                      |                  | Játékvezetők: Andrew Bruggeman Martin Fraňo Vonalbírók: Dustin McCrank Brian Oliver |
| 0 perc | Büntetések     | 2 perc                               |                  | Játékvezetők: Andrew Bruggeman Martin Fraňo Vonalbírók: Dustin McCrank Brian Oliver |
| 26 | Lövések        | 15                                   |                  | Játékvezetők: Andrew Bruggeman Martin Fraňo Vonalbírók: Dustin McCrank Brian Oliver |
| | 0–1            | 01:30 – M. Olimb (Haga)              |                  | Játékvezetők: Andrew Bruggeman Martin Fraňo Vonalbírók: Dustin McCrank Brian Oliver |
| Pakarinen (Ohtamaa, Kaski) – 14:24 | 1–1            |                                      |                  | Játékvezetők: Andrew Bruggeman Martin Fraňo Vonalbírók: Dustin McCrank Brian Oliver |
| Lundell (Ruotsalainen) – 21:40 | 2–1            |                                      |                  | Játékvezetők: Andrew Bruggeman Martin Fraňo Vonalbírók: Dustin McCrank Brian Oliver |
| Nousiainen (Sallinen) – 25:54 | 3–1            |                                      |                  |                                                                                     |
| | 3–2            | 41:13 – Lindström (Trettenes, Olden) |                  |                                                                                     |
| Innala (Kontiola, Sund) (PP) – 47:17 | 4–2            |                                      |                  |                                                                                     |
| Björninen (Mäenalanen, Koivisto) – 53:25 | 5–2            |                                      |                  |                                                                                     |

| 2021. május 26. 16:15 (15:15) | Kazahsztán | 3–2 (0–0, 1–2, 2–0) | Németország | Arena Riga, Riga |

| Jegyzőkönyv | Jegyzőkönyv     | Jegyzőkönyv                              | Jegyzőkönyv          | Jegyzőkönyv                                                                        |
| --- | --------------- | ---------------------------------------- | -------------------- | ---------------------------------------------------------------------------------- |
| | Nikita Boyarkin | Kapusok                                  | Mathias Niederberger | Játékvezetők: Andris Ansons Lassi Heikkinen Vonalbírók: Hannu Sormunen Dāvis Zunde |
| \| Shin (Stepanenko, Shalapov) – 26:39 \| 1–0 \| \| \| \| 1–1 \| 29:38 – Kühnhackl (Rieder, Holzer) \| \| \| 1–2 \| 34:07 – Eisenschmid (Loibl, Seider) (PP) \| \| Starchenko (PS) – 40:31 \| 2–2 \| \| \| Akolzin (Maklyukov) – 55:42 \| 3–2 \| \| |                 |                                          |                      | Játékvezetők: Andris Ansons Lassi Heikkinen Vonalbírók: Hannu Sormunen Dāvis Zunde |
| 8 perc | Büntetések      | 2 perc                                   |                      | Játékvezetők: Andris Ansons Lassi Heikkinen Vonalbírók: Hannu Sormunen Dāvis Zunde |
| 15 | Lövések         | 30                                       |                      | Játékvezetők: Andris Ansons Lassi Heikkinen Vonalbírók: Hannu Sormunen Dāvis Zunde |
| Shin (Stepanenko, Shalapov) – 26:39 | 1–0             |                                          |                      | Játékvezetők: Andris Ansons Lassi Heikkinen Vonalbírók: Hannu Sormunen Dāvis Zunde |
| | 1–1             | 29:38 – Kühnhackl (Rieder, Holzer)       |                      | Játékvezetők: Andris Ansons Lassi Heikkinen Vonalbírók: Hannu Sormunen Dāvis Zunde |
| | 1–2             | 34:07 – Eisenschmid (Loibl, Seider) (PP) |                      | Játékvezetők: Andris Ansons Lassi Heikkinen Vonalbírók: Hannu Sormunen Dāvis Zunde |
| Starchenko (PS) – 40:31 | 2–2             |                                          |                      |                                                                                    |
| Akolzin (Maklyukov) – 55:42 | 3–2             |                                          |                      |                                                                                    |

| 2021. május 26. 20:15 (19:15) | Kanada | 4–2 (2–0, 1–2, 1–0) | Norvégia | Arena Riga, Riga |

| Jegyzőkönyv | Jegyzőkönyv   | Jegyzőkönyv                             | Jegyzőkönyv      | Jegyzőkönyv                                                                           |
| --- | ------------- | --------------------------------------- | ---------------- | ------------------------------------------------------------------------------------- |
| | Darcy Kuemper | Kapusok                                 | Henrik Haukeland | Játékvezetők: André Schrader Michael Tscherrig Vonalbírók: Jonas Merten Elias Seewald |
| \| Brown (Henrique, Power) – 00:22 \| 1–0 \| \| \| Henrique (Brown, Power) (PP2) – 10:23 \| 2–0 \| \| \| \| 2–1 \| 29:08 – Valkvæ Olsen (Haga) \| \| \| 2–2 \| 30:28 – Rosseli Olsen (Krogdahl, Østby) \| \| Mangiapane (Brown) – 34:41 \| 3–2 \| \| \| Henrique (Foudy, Kuemper) (SH) – 50:14 \| 4–2 \| \| |               |                                         |                  | Játékvezetők: André Schrader Michael Tscherrig Vonalbírók: Jonas Merten Elias Seewald |
| 8 perc | Büntetések    | 10 perc                                 |                  | Játékvezetők: André Schrader Michael Tscherrig Vonalbírók: Jonas Merten Elias Seewald |
| 42 | Lövések       | 15                                      |                  | Játékvezetők: André Schrader Michael Tscherrig Vonalbírók: Jonas Merten Elias Seewald |
| Brown (Henrique, Power) – 00:22 | 1–0           |                                         |                  | Játékvezetők: André Schrader Michael Tscherrig Vonalbírók: Jonas Merten Elias Seewald |
| Henrique (Brown, Power) (PP2) – 10:23 | 2–0           |                                         |                  | Játékvezetők: André Schrader Michael Tscherrig Vonalbírók: Jonas Merten Elias Seewald |
| | 2–1           | 29:08 – Valkvæ Olsen (Haga)             |                  | Játékvezetők: André Schrader Michael Tscherrig Vonalbírók: Jonas Merten Elias Seewald |
| | 2–2           | 30:28 – Rosseli Olsen (Krogdahl, Østby) |                  |                                                                                       |
| Mangiapane (Brown) – 34:41 | 3–2           |                                         |                  |                                                                                       |
| Henrique (Foudy, Kuemper) (SH) – 50:14 | 4–2           |                                         |                  |                                                                                       |

| 2021. május 27. 16:15 (15:15) | Egyesült Államok | 4–2 (2–2, 2–0, 0–0) | Lettország | Arena Riga, Riga |

| Jegyzőkönyv | Jegyzőkönyv  | Jegyzőkönyv                             | Jegyzőkönyv       | Jegyzőkönyv                                                                               |
| --- | ------------ | --------------------------------------- | ----------------- | ----------------------------------------------------------------------------------------- |
| | Cal Petersen | Kapusok                                 | Matīss Kivlenieks | Játékvezetők: Lassi Heikkinen Kristian Vikman Vonalbírók: Lauri Nikulainen Hannu Sormunen |
| \| Tennyson (Moore, Garland) – 01:06 \| 1–0 \| \| \| \| 1–1 \| 05:00 – Indrašis (Dārziņš) (PP2) \| \| Boyle (Labanc, Abdelkader) – 14:46 \| 2–1 \| \| \| \| 2–2 \| 16:45 – Krastenbergs (Batņa, Freibergs) \| \| Moore (Garland, Robertson) – 31:45 \| 3–2 \| \| \| Beniers (Chmelevski, Boyle) – 33:32 \| 4–2 \| \| |              |                                         |                   | Játékvezetők: Lassi Heikkinen Kristian Vikman Vonalbírók: Lauri Nikulainen Hannu Sormunen |
| 10 perc | Büntetések   | 6 perc                                  |                   | Játékvezetők: Lassi Heikkinen Kristian Vikman Vonalbírók: Lauri Nikulainen Hannu Sormunen |
| 26 | Lövések      | 19                                      |                   | Játékvezetők: Lassi Heikkinen Kristian Vikman Vonalbírók: Lauri Nikulainen Hannu Sormunen |
| Tennyson (Moore, Garland) – 01:06 | 1–0          |                                         |                   | Játékvezetők: Lassi Heikkinen Kristian Vikman Vonalbírók: Lauri Nikulainen Hannu Sormunen |
| | 1–1          | 05:00 – Indrašis (Dārziņš) (PP2)        |                   | Játékvezetők: Lassi Heikkinen Kristian Vikman Vonalbírók: Lauri Nikulainen Hannu Sormunen |
| Boyle (Labanc, Abdelkader) – 14:46 | 2–1          |                                         |                   | Játékvezetők: Lassi Heikkinen Kristian Vikman Vonalbírók: Lauri Nikulainen Hannu Sormunen |
| | 2–2          | 16:45 – Krastenbergs (Batņa, Freibergs) |                   |                                                                                           |
| Moore (Garland, Robertson) – 31:45 | 3–2          |                                         |                   |                                                                                           |
| Beniers (Chmelevski, Boyle) – 33:32 | 4–2          |                                         |                   |                                                                                           |

| 2021. május 27. 20:15 (19:15) | Finnország | 3–0 (2–0, 1–0, 0–0) | Olaszország | Arena Riga, Riga |

| Jegyzőkönyv | Jegyzőkönyv  | Jegyzőkönyv | Jegyzőkönyv  | Jegyzőkönyv                                                                        |
| --- | ------------ | ----------- | ------------ | ---------------------------------------------------------------------------------- |
| | Harri Säteri | Kapusok     | Justin Fazio | Játékvezetők: Mads Frandsen Mikael Nord Vonalbírók: Andreas Krøyer Ludvig Lundgren |
| \| Sund (Kontiola, Innala) (PP) – 06:50 \| 1–0 \| \| \| Ruotsalainen (Ojamäki) – 08:20 \| 2–0 \| \| \| Sund (Mäenalanen, Koivisto) – 28:33 \| 3–0 \| \| |              |             |              | Játékvezetők: Mads Frandsen Mikael Nord Vonalbírók: Andreas Krøyer Ludvig Lundgren |
| 2 perc | Büntetések   | 6 perc      |              | Játékvezetők: Mads Frandsen Mikael Nord Vonalbírók: Andreas Krøyer Ludvig Lundgren |
| 36 | Lövések      | 11          |              | Játékvezetők: Mads Frandsen Mikael Nord Vonalbírók: Andreas Krøyer Ludvig Lundgren |
| Sund (Kontiola, Innala) (PP) – 06:50 | 1–0          |             |              | Játékvezetők: Mads Frandsen Mikael Nord Vonalbírók: Andreas Krøyer Ludvig Lundgren |
| Ruotsalainen (Ojamäki) – 08:20 | 2–0          |             |              | Játékvezetők: Mads Frandsen Mikael Nord Vonalbírók: Andreas Krøyer Ludvig Lundgren |
| Sund (Mäenalanen, Koivisto) – 28:33 | 3–0          |             |              | Játékvezetők: Mads Frandsen Mikael Nord Vonalbírók: Andreas Krøyer Ludvig Lundgren |

| 2021. május 28. 16:15 (15:15) | Kazahsztán | 2–4 (0–1, 1–1, 1–2) | Kanada | Arena Riga, Riga |

| Jegyzőkönyv | Jegyzőkönyv   | Jegyzőkönyv                               | Jegyzőkönyv   | Jegyzőkönyv                                                                          |
| --- | ------------- | ----------------------------------------- | ------------- | ------------------------------------------------------------------------------------ |
| | Andrei Shutov | Kapusok                                   | Darcy Kuemper | Játékvezetők: Yevgeni Romasko Maxim Sidorenko Vonalbírók: Dmitri Golyak Gleb Lazarev |
| \| \| 0–1 \| 06:03 – Mangiapane (Henrique, Brown) (PP) \| \| \| 0–2 \| 21:01 – Henrique (Power, Mangiapane) \| \| Mikhailis – 24:30 \| 1–2 \| \| \| Mikhailis (Valk, Savitski) – 41:31 \| 2–2 \| \| \| \| 2–3 \| 47:40 – Perfetti (Anderson-Dolan) \| \| \| 2–4 \| 59:57 – Brown (Henrique) (EN) \| |               |                                           |               | Játékvezetők: Yevgeni Romasko Maxim Sidorenko Vonalbírók: Dmitri Golyak Gleb Lazarev |
| 10 perc | Büntetések    | 2 perc                                    |               | Játékvezetők: Yevgeni Romasko Maxim Sidorenko Vonalbírók: Dmitri Golyak Gleb Lazarev |
| 28 | Lövések       | 36                                        |               | Játékvezetők: Yevgeni Romasko Maxim Sidorenko Vonalbírók: Dmitri Golyak Gleb Lazarev |
| | 0–1           | 06:03 – Mangiapane (Henrique, Brown) (PP) |               | Játékvezetők: Yevgeni Romasko Maxim Sidorenko Vonalbírók: Dmitri Golyak Gleb Lazarev |
| | 0–2           | 21:01 – Henrique (Power, Mangiapane)      |               | Játékvezetők: Yevgeni Romasko Maxim Sidorenko Vonalbírók: Dmitri Golyak Gleb Lazarev |
| Mikhailis – 24:30 | 1–2           |                                           |               | Játékvezetők: Yevgeni Romasko Maxim Sidorenko Vonalbírók: Dmitri Golyak Gleb Lazarev |
| Mikhailis (Valk, Savitski) – 41:31 | 2–2           |                                           |               |                                                                                      |
| | 2–3           | 47:40 – Perfetti (Anderson-Dolan)         |               |                                                                                      |
| | 2–4           | 59:57 – Brown (Henrique) (EN)             |               |                                                                                      |

| 2021. május 28. 20:15 (19:15) | Lettország | 3–4 (sz.) (2–1, 0–1, 1–1) (h.u.: 0–0) (sz.: 0–1) | Norvégia | Arena Riga, Riga |

| Jegyzőkönyv | Jegyzőkönyv       | Jegyzőkönyv                                       | Jegyzőkönyv      | Jegyzőkönyv                                                                    |
| --- | ----------------- | ------------------------------------------------- | ---------------- | ------------------------------------------------------------------------------ |
| | Matīss Kivlenieks | Kapusok                                           | Henrik Haukeland | Játékvezetők: Antonín Jeřábek Peter Stano Vonalbírók: Daniel Hynek Šimon Synek |
| \| \| 0–1 \| 03:50 – Olden (Kåsastul, Trettenes) \| \| Krastenbergs (Rubīns, Ķēniņš) – 11:55 \| 1–1 \| \| \| Ķēniņš (Ābols, Sotnieks) – 17:44 \| 2–1 \| \| \| \| 2–2 \| 21:08 – K. Olimb (Rosseli Olsen) (SH) \| \| \| 2–3 \| 41:56 – Pettersen (Rosseli Olsen, K. Olimb) \| \| Rubīns (Balinskis) – 49:42 \| 3–3 \| \| |                   |                                                   |                  | Játékvezetők: Antonín Jeřábek Peter Stano Vonalbírók: Daniel Hynek Šimon Synek |
| Indrašis Dārziņš Ro. Bukarts Krastenbergs Ri. Bukarts Indrašis | Szétlövés         | Lindström Olden K. Olimb Pettersen Trettenes Haga |                  | Játékvezetők: Antonín Jeřábek Peter Stano Vonalbírók: Daniel Hynek Šimon Synek |
| 8 perc | Büntetések        | 10 perc                                           |                  | Játékvezetők: Antonín Jeřábek Peter Stano Vonalbírók: Daniel Hynek Šimon Synek |
| 24 | Lövések           | 22                                                |                  | Játékvezetők: Antonín Jeřábek Peter Stano Vonalbírók: Daniel Hynek Šimon Synek |
| | 0–1               | 03:50 – Olden (Kåsastul, Trettenes)               |                  | Játékvezetők: Antonín Jeřábek Peter Stano Vonalbírók: Daniel Hynek Šimon Synek |
| Krastenbergs (Rubīns, Ķēniņš) – 11:55 | 1–1               |                                                   |                  | Játékvezetők: Antonín Jeřábek Peter Stano Vonalbírók: Daniel Hynek Šimon Synek |
| Ķēniņš (Ābols, Sotnieks) – 17:44 | 2–1               |                                                   |                  |                                                                                |
| | 2–2               | 21:08 – K. Olimb (Rosseli Olsen) (SH)             |                  |                                                                                |
| | 2–3               | 41:56 – Pettersen (Rosseli Olsen, K. Olimb)       |                  |                                                                                |
| Rubīns (Balinskis) – 49:42 | 3–3               |                                                   |                  |                                                                                |

| 2021. május 29. 12:15 (11:15) | Olaszország | 3–11 (0–1, 1–2, 2–8) | Kazahsztán | Arena Riga, Riga |

| Jegyzőkönyv | Jegyzőkönyv                | Jegyzőkönyv                                  | Jegyzőkönyv     | Jegyzőkönyv                                                                          |
| --- | -------------------------- | -------------------------------------------- | --------------- | ------------------------------------------------------------------------------------ |
| | Justin Fazio Davide Fadani | Kapusok                                      | Nikita Boyarkin | Játékvezetők: Roman Gofman Maxim Sidorenko Vonalbírók: Dmitri Golyak Nikita Shalagin |
| \| \| 0–1 \| 02:12 – Starchenko (Valk, Mikhailis (PP) \| \| Miceli (Petan, Frank) 24:37 \| 1–1 \| \| \| \| 1–2 \| 32:31 – Petukhov (Asetov, Stepanenko) \| \| \| 1–3 \| 34:59 – Rymarev (Shin, Blacker) \| \| \| 1–4 \| 41:31 – Mikhailis (Starchenko, Valk) (PP) \| \| Hochkofler (Gander) – 41:43 \| 2–4 \| \| \| \| 2–5 \| 46:12 – Valk (Starchenko, Svedberg) (PP) \| \| \| 2–6 \| 47:01 – Likhotnikov \| \| \| 2–7 \| 49:46 – Likhotnikov (Maklyukov, Shalapov) \| \| Petan – 50:59 \| 3–7 \| \| \| \| 3–8 \| 54:38 – Panyukov (Dietz, Starchenko) \| \| \| 3–9 \| 56:07 – Starchenko (Valk) (PP) \| \| \| 3–10 \| 57:44 – Svedberg (Shestakov, Sagadeyev) \| \| \| 3–11 \| 59:52 – Shalapov (Asetov, Likhotnikov) (PP2) \| |                            |                                              |                 | Játékvezetők: Roman Gofman Maxim Sidorenko Vonalbírók: Dmitri Golyak Nikita Shalagin |
| 28 perc | Büntetések                 | 10 perc                                      |                 | Játékvezetők: Roman Gofman Maxim Sidorenko Vonalbírók: Dmitri Golyak Nikita Shalagin |
| 24 | Lövések                    | 36                                           |                 | Játékvezetők: Roman Gofman Maxim Sidorenko Vonalbírók: Dmitri Golyak Nikita Shalagin |
| | 0–1                        | 02:12 – Starchenko (Valk, Mikhailis (PP)     |                 | Játékvezetők: Roman Gofman Maxim Sidorenko Vonalbírók: Dmitri Golyak Nikita Shalagin |
| Miceli (Petan, Frank) 24:37 | 1–1                        |                                              |                 | Játékvezetők: Roman Gofman Maxim Sidorenko Vonalbírók: Dmitri Golyak Nikita Shalagin |
| | 1–2                        | 32:31 – Petukhov (Asetov, Stepanenko)        |                 | Játékvezetők: Roman Gofman Maxim Sidorenko Vonalbírók: Dmitri Golyak Nikita Shalagin |
| | 1–3                        | 34:59 – Rymarev (Shin, Blacker)              |                 |                                                                                      |
| | 1–4                        | 41:31 – Mikhailis (Starchenko, Valk) (PP)    |                 |                                                                                      |
| Hochkofler (Gander) – 41:43 | 2–4                        |                                              |                 |                                                                                      |
| | 2–5                        | 46:12 – Valk (Starchenko, Svedberg) (PP)     |                 |                                                                                      |
| | 2–6                        | 47:01 – Likhotnikov                          |                 |                                                                                      |
| | 2–7                        | 49:46 – Likhotnikov (Maklyukov, Shalapov)    |                 |                                                                                      |
| Petan – 50:59 | 3–7                        |                                              |                 |                                                                                      |
| | 3–8                        | 54:38 – Panyukov (Dietz, Starchenko)         |                 |                                                                                      |
| | 3–9                        | 56:07 – Starchenko (Valk) (PP)               |                 |                                                                                      |
| | 3–10                       | 57:44 – Svedberg (Shestakov, Sagadeyev)      |                 |                                                                                      |
| | 3–11                       | 59:52 – Shalapov (Asetov, Likhotnikov) (PP2) |                 |                                                                                      |

| 2021. május 29. 16:15 (15:15) | Norvégia | 1–2 (0–1, 0–1, 1–0) | Egyesült Államok | Arena Riga, Riga |

| Jegyzőkönyv | Jegyzőkönyv      | Jegyzőkönyv                            | Jegyzőkönyv    | Jegyzőkönyv                                                                                |
| --- | ---------------- | -------------------------------------- | -------------- | ------------------------------------------------------------------------------------------ |
| | Henrik Haukeland | Kapusok                                | Jake Oettinger | Játékvezetők: Christoph Sternat Michael Tscherrig Vonalbírók: Jonas Merten David Obwegeser |
| \| \| 0–1 \| 10:30 – Garland (Jones, Thompson) (PP) \| \| \| 0–2 \| 27:12 – Thompson (Donato, Roy) \| \| K. Olimb (M. Olsen) – 54:27 \| 1–2 \| \| |                  |                                        |                | Játékvezetők: Christoph Sternat Michael Tscherrig Vonalbírók: Jonas Merten David Obwegeser |
| 8 perc | Büntetések       | 10 perc                                |                | Játékvezetők: Christoph Sternat Michael Tscherrig Vonalbírók: Jonas Merten David Obwegeser |
| 23 | Lövések          | 27                                     |                | Játékvezetők: Christoph Sternat Michael Tscherrig Vonalbírók: Jonas Merten David Obwegeser |
| | 0–1              | 10:30 – Garland (Jones, Thompson) (PP) |                | Játékvezetők: Christoph Sternat Michael Tscherrig Vonalbírók: Jonas Merten David Obwegeser |
| | 0–2              | 27:12 – Thompson (Donato, Roy)         |                | Játékvezetők: Christoph Sternat Michael Tscherrig Vonalbírók: Jonas Merten David Obwegeser |
| K. Olimb (M. Olsen) – 54:27 | 1–2              |                                        |                | Játékvezetők: Christoph Sternat Michael Tscherrig Vonalbírók: Jonas Merten David Obwegeser |

| 2021. május 29. 20:15 (19:15) | Németország | 1–2 (0–1, 1–0, 0–1) | Finnország | Arena Riga, Riga |

| Jegyzőkönyv | Jegyzőkönyv          | Jegyzőkönyv                         | Jegyzőkönyv    | Jegyzőkönyv                                                                |
| --- | -------------------- | ----------------------------------- | -------------- | -------------------------------------------------------------------------- |
| | Mathias Niederberger | Kapusok                             | Juho Olkinuora | Játékvezetők: Martin Fraňo Robin Šír Vonalbírók: Jiří Ondráček Šimon Synek |
| \| \| 0–1 \| 06:17 – Lundell (Sund, Innala) (PP) \| \| Holzer (Loibl, Plachta) – 27:58 \| 1–1 \| \| \| \| 1–2 \| 51:26 – Ruotsalainen (Lundell) \| |                      |                                     |                | Játékvezetők: Martin Fraňo Robin Šír Vonalbírók: Jiří Ondráček Šimon Synek |
| 6 perc | Büntetések           | 6 perc                              |                | Játékvezetők: Martin Fraňo Robin Šír Vonalbírók: Jiří Ondráček Šimon Synek |
| 13 | Lövések              | 26                                  |                | Játékvezetők: Martin Fraňo Robin Šír Vonalbírók: Jiří Ondráček Šimon Synek |
| | 0–1                  | 06:17 – Lundell (Sund, Innala) (PP) |                | Játékvezetők: Martin Fraňo Robin Šír Vonalbírók: Jiří Ondráček Šimon Synek |
| Holzer (Loibl, Plachta) – 27:58 | 1–1                  |                                     |                | Játékvezetők: Martin Fraňo Robin Šír Vonalbírók: Jiří Ondráček Šimon Synek |
| | 1–2                  | 51:26 – Ruotsalainen (Lundell)      |                | Játékvezetők: Martin Fraňo Robin Šír Vonalbírók: Jiří Ondráček Šimon Synek |

| 2021. május 30. 16:15 (15:15) | Olaszország | 1–7 (0–4, 1–2, 0–1) | Kanada | Arena Riga, Riga |

| Jegyzőkönyv | Jegyzőkönyv                | Jegyzőkönyv                              | Jegyzőkönyv | Jegyzőkönyv                                                                        |
| --- | -------------------------- | ---------------------------------------- | ----------- | ---------------------------------------------------------------------------------- |
| | Davide Fadani Justin Fazio | Kapusok                                  | Adin Hill   | Játékvezetők: Andris Ansons Kristian Vikman Vonalbírók: Daniel Hynek Jiří Ondráček |
| \| \| 0–1 \| 02:33 – Perfetti (Schneider, Foudy) \| \| \| 0–2 \| 08:04 – Mangiapane (Brown, Henrique) \| \| \| 0–3 \| 11:33 – Stecher (Anderson-Dolan) \| \| \| 0–4 \| 11:56 – Henrique (Mangiapane) \| \| Miceli (Pitschieler) – 30:31 \| 1–4 \| \| \| \| 1–5 \| 34:48 – Mangiapane (Brown, Ferraro) \| \| \| 1–6 \| 37:28 – Comtois (Mangiapane, Brown) (PP) \| \| \| 1–7 \| 55:54 – Pirri (Brown, Henrique) \| |                            |                                          |             | Játékvezetők: Andris Ansons Kristian Vikman Vonalbírók: Daniel Hynek Jiří Ondráček |
| 6 perc | Büntetések                 | 6 perc                                   |             | Játékvezetők: Andris Ansons Kristian Vikman Vonalbírók: Daniel Hynek Jiří Ondráček |
| 14 | Lövések                    | 49                                       |             | Játékvezetők: Andris Ansons Kristian Vikman Vonalbírók: Daniel Hynek Jiří Ondráček |
| | 0–1                        | 02:33 – Perfetti (Schneider, Foudy)      |             | Játékvezetők: Andris Ansons Kristian Vikman Vonalbírók: Daniel Hynek Jiří Ondráček |
| | 0–2                        | 08:04 – Mangiapane (Brown, Henrique)     |             | Játékvezetők: Andris Ansons Kristian Vikman Vonalbírók: Daniel Hynek Jiří Ondráček |
| | 0–3                        | 11:33 – Stecher (Anderson-Dolan)         |             | Játékvezetők: Andris Ansons Kristian Vikman Vonalbírók: Daniel Hynek Jiří Ondráček |
| | 0–4                        | 11:56 – Henrique (Mangiapane)            |             |                                                                                    |
| Miceli (Pitschieler) – 30:31 | 1–4                        |                                          |             |                                                                                    |
| | 1–5                        | 34:48 – Mangiapane (Brown, Ferraro)      |             |                                                                                    |
| | 1–6                        | 37:28 – Comtois (Mangiapane, Brown) (PP) |             |                                                                                    |
| | 1–7                        | 55:54 – Pirri (Brown, Henrique)          |             |                                                                                    |

| 2021. május 30. 20:15 (19:15) | Finnország | 3–2 (h.u.) (1–1, 1–0, 0–1) (h.u.: 1–0) | Lettország | Arena Riga, Riga |

| Jegyzőkönyv | Jegyzőkönyv  | Jegyzőkönyv                           | Jegyzőkönyv   | Jegyzőkönyv                                                                         |
| --- | ------------ | ------------------------------------- | ------------- | ----------------------------------------------------------------------------------- |
| | Harri Säteri | Kapusok                               | Jānis Kalniņš | Játékvezetők: Andrew Bruggeman Martin Fraňo Vonalbírók: Dustin McCrank Brian Oliver |
| \| Mäenalanen (Anttila, Tiivola) – 03:06 \| 1–0 \| \| \| \| 1–1 \| 18:39 – Dzierkals \| \| Pakarinen (Pokka, Innala) – 35:39 \| 2–1 \| \| \| \| 2–2 \| 53:45 – Dzierkals (Dārziņš, Sotnieks) \| \| Lundell (Määttä) – 64:56 \| 3–2 \| \| |              |                                       |               | Játékvezetők: Andrew Bruggeman Martin Fraňo Vonalbírók: Dustin McCrank Brian Oliver |
| 6 perc | Büntetések   | 4 perc                                |               | Játékvezetők: Andrew Bruggeman Martin Fraňo Vonalbírók: Dustin McCrank Brian Oliver |
| 35 | Lövések      | 37                                    |               | Játékvezetők: Andrew Bruggeman Martin Fraňo Vonalbírók: Dustin McCrank Brian Oliver |
| Mäenalanen (Anttila, Tiivola) – 03:06 | 1–0          |                                       |               | Játékvezetők: Andrew Bruggeman Martin Fraňo Vonalbírók: Dustin McCrank Brian Oliver |
| | 1–1          | 18:39 – Dzierkals                     |               | Játékvezetők: Andrew Bruggeman Martin Fraňo Vonalbírók: Dustin McCrank Brian Oliver |
| Pakarinen (Pokka, Innala) – 35:39 | 2–1          |                                       |               | Játékvezetők: Andrew Bruggeman Martin Fraňo Vonalbírók: Dustin McCrank Brian Oliver |
| | 2–2          | 53:45 – Dzierkals (Dārziņš, Sotnieks) |               |                                                                                     |
| Lundell (Määttä) – 64:56 | 3–2          |                                       |               |                                                                                     |

| 2021. május 31. 16:15 (15:15) | Egyesült Államok | 2–0 (0–0, 1–0, 1–0) | Németország | Arena Riga, Riga |

| Jegyzőkönyv                                                                                                | Jegyzőkönyv  | Jegyzőkönyv | Jegyzőkönyv     | Jegyzőkönyv                                                                        |
| --- | ------------ | ----------- | --------------- | ---------------------------------------------------------------------------------- |
| | Cal Petersen | Kapusok     | Felix Brückmann | Játékvezetők: Tobias Björk Mads Frandsen Vonalbírók: Andreas Krøyer Emil Yletyinen |
| \| Robertson (Donato, Garland) (PP) – 38:56 \| 1–0 \| \| \| Blackwell (Robinson) (EN) – 59:33 \| 2–0 \| \| |              |             |                 | Játékvezetők: Tobias Björk Mads Frandsen Vonalbírók: Andreas Krøyer Emil Yletyinen |
| 8 perc | Büntetések   | 8 perc      |                 | Játékvezetők: Tobias Björk Mads Frandsen Vonalbírók: Andreas Krøyer Emil Yletyinen |
| 15 | Lövések      | 33          |                 | Játékvezetők: Tobias Björk Mads Frandsen Vonalbírók: Andreas Krøyer Emil Yletyinen |
| Robertson (Donato, Garland) (PP) – 38:56                                                                   | 1–0          |             |                 | Játékvezetők: Tobias Björk Mads Frandsen Vonalbírók: Andreas Krøyer Emil Yletyinen |
| Blackwell (Robinson) (EN) – 59:33                                                                          | 2–0          |             |                 | Játékvezetők: Tobias Björk Mads Frandsen Vonalbírók: Andreas Krøyer Emil Yletyinen |

| 2021. május 31. 20:15 (19:15) | Norvégia | 3–1 (0–1, 1–0, 2–0) | Kazahsztán | Arena Riga, Riga |

| Jegyzőkönyv | Jegyzőkönyv      | Jegyzőkönyv                   | Jegyzőkönyv     | Jegyzőkönyv                                                               |
| --- | ---------------- | ----------------------------- | --------------- | ------------------------------------------------------------------------- |
| | Henrik Haukeland | Kapusok                       | Nikita Boyarkin | Játékvezetők: Martin Fraňo Robin Šír Vonalbírók: Daniel Hynek Šimon Synek |
| \| \| 0–1 \| 16:00 – Shevchenko (Svedberg) \| \| Valkvæ Olsen (Trettenes, Holøs) (PP) – 27:57 \| 1–1 \| \| \| Espeland (Trettenes, Rosseli Olsen) (EA) – 41:08 \| 2–1 \| \| \| M. Olimb (K. Olimb) – 59:00 \| 3–1 \| \| |                  |                               |                 | Játékvezetők: Martin Fraňo Robin Šír Vonalbírók: Daniel Hynek Šimon Synek |
| 16 perc | Büntetések       | 2 perc                        |                 | Játékvezetők: Martin Fraňo Robin Šír Vonalbírók: Daniel Hynek Šimon Synek |
| 27 | Lövések          | 27                            |                 | Játékvezetők: Martin Fraňo Robin Šír Vonalbírók: Daniel Hynek Šimon Synek |
| | 0–1              | 16:00 – Shevchenko (Svedberg) |                 | Játékvezetők: Martin Fraňo Robin Šír Vonalbírók: Daniel Hynek Šimon Synek |
| Valkvæ Olsen (Trettenes, Holøs) (PP) – 27:57 | 1–1              |                               |                 | Játékvezetők: Martin Fraňo Robin Šír Vonalbírók: Daniel Hynek Šimon Synek |
| Espeland (Trettenes, Rosseli Olsen) (EA) – 41:08 | 2–1              |                               |                 | Játékvezetők: Martin Fraňo Robin Šír Vonalbírók: Daniel Hynek Šimon Synek |
| M. Olimb (K. Olimb) – 59:00 | 3–1              |                               |                 |                                                                           |

| 2021. június 1. 12:15 (11:15) | Kanada | 2–3 (sz.) (1–0, 1–1, 0–1) (h.u.: 0–0) (sz.: 0–1) | Finnország | Arena Riga, Riga |

| Jegyzőkönyv | Jegyzőkönyv   | Jegyzőkönyv                                     | Jegyzőkönyv    | Jegyzőkönyv                                                                       |
| --- | ------------- | ----------------------------------------------- | -------------- | --------------------------------------------------------------------------------- |
| | Darcy Kuemper | Kapusok                                         | Juho Olkinuora | Játékvezetők: Tobias Björk Mikael Nord Vonalbírók: Ludvig Lundgren Emil Yletyinen |
| \| Pirri (Vilardi, Ferraro) – 01:30 \| 1–0 \| \| \| \| 1–1 \| 21:11 – Ruotsalainen \| \| Comtois (Brown, Mangiapane) (PP) – 28:18 \| 2–1 \| \| \| \| 2–2 \| 56:00 – Ruotsalainen (Lundell, Ojamäki) \| |               |                                                 |                | Játékvezetők: Tobias Björk Mikael Nord Vonalbírók: Ludvig Lundgren Emil Yletyinen |
| Pirri Perfetti Vilardi Henrique Brown | Szétlövés     | Lundell Kaski Mäenalanen Ruotsalainen Pakarinen |                | Játékvezetők: Tobias Björk Mikael Nord Vonalbírók: Ludvig Lundgren Emil Yletyinen |
| 2 perc | Büntetések    | 4 perc                                          |                | Játékvezetők: Tobias Björk Mikael Nord Vonalbírók: Ludvig Lundgren Emil Yletyinen |
| 34 | Lövések       | 32                                              |                | Játékvezetők: Tobias Björk Mikael Nord Vonalbírók: Ludvig Lundgren Emil Yletyinen |
| Pirri (Vilardi, Ferraro) – 01:30 | 1–0           |                                                 |                | Játékvezetők: Tobias Björk Mikael Nord Vonalbírók: Ludvig Lundgren Emil Yletyinen |
| | 1–1           | 21:11 – Ruotsalainen                            |                | Játékvezetők: Tobias Björk Mikael Nord Vonalbírók: Ludvig Lundgren Emil Yletyinen |
| Comtois (Brown, Mangiapane) (PP) – 28:18 | 2–1           |                                                 |                |                                                                                   |
| | 2–2           | 56:00 – Ruotsalainen (Lundell, Ojamäki)         |                |                                                                                   |

| 2021. június 1. 16:15 (15:15) | Olaszország | 2–4 (0–3, 1–1, 1–0) | Egyesült Államok | Arena Riga, Riga |

| Jegyzőkönyv | Jegyzőkönyv   | Jegyzőkönyv                           | Jegyzőkönyv    | Jegyzőkönyv                                                                        |
| --- | ------------- | ------------------------------------- | -------------- | ---------------------------------------------------------------------------------- |
| | Davide Fadani | Kapusok                               | Jake Oettinger | Játékvezetők: Yevgeni Romasko Max Sidorenko Vonalbírók: Dmitri Golyak Gleb Lazarev |
| \| \| 0–1 \| 06:54 – Labanc (Shea) \| \| \| 0–2 \| 10:33 – Labanc (Beniers, Clendening) \| \| \| 0–3 \| 19:45 – Garland (Robertson, Tennyson) \| \| Frigo (Trivellato) – 21:01 \| 1–3 \| \| \| \| 1–4 \| 29:54 – Garland \| \| Giliati – 46:33 \| 2–4 \| \| |               |                                       |                | Játékvezetők: Yevgeni Romasko Max Sidorenko Vonalbírók: Dmitri Golyak Gleb Lazarev |
| 4 perc | Büntetések    | 6 perc                                |                | Játékvezetők: Yevgeni Romasko Max Sidorenko Vonalbírók: Dmitri Golyak Gleb Lazarev |
| 11 | Lövések       | 43                                    |                | Játékvezetők: Yevgeni Romasko Max Sidorenko Vonalbírók: Dmitri Golyak Gleb Lazarev |
| | 0–1           | 06:54 – Labanc (Shea)                 |                | Játékvezetők: Yevgeni Romasko Max Sidorenko Vonalbírók: Dmitri Golyak Gleb Lazarev |
| | 0–2           | 10:33 – Labanc (Beniers, Clendening)  |                | Játékvezetők: Yevgeni Romasko Max Sidorenko Vonalbírók: Dmitri Golyak Gleb Lazarev |
| | 0–3           | 19:45 – Garland (Robertson, Tennyson) |                | Játékvezetők: Yevgeni Romasko Max Sidorenko Vonalbírók: Dmitri Golyak Gleb Lazarev |
| Frigo (Trivellato) – 21:01 | 1–3           |                                       |                |                                                                                    |
| | 1–4           | 29:54 – Garland                       |                |                                                                                    |
| Giliati – 46:33 | 2–4           |                                       |                |                                                                                    |

| 2021. június 1. 20:15 (19:15) | Németország | 2–1 (2–0, 0–1, 0–0) | Lettország | Arena Riga, Riga Nézőszám: 934 |

| Jegyzőkönyv | Jegyzőkönyv          | Jegyzőkönyv               | Jegyzőkönyv   | Jegyzőkönyv                                                                               |
| --- | -------------------- | ------------------------- | ------------- | ----------------------------------------------------------------------------------------- |
| | Mathias Niederberger | Kapusok                   | Jānis Kalniņš | Játékvezetők: Lassi Heikkinen Kristian Vikman Vonalbírók: Lauri Nikulainen Hannu Sormunen |
| \| Peterka (Seider) – 03:16 \| 1–0 \| \| \| Noebels (Pföderl, Reichel) – 06:40 \| 2–0 \| \| \| \| 2–1 \| 25:55 – Ābols (Balinskis) \| |                      |                           |               | Játékvezetők: Lassi Heikkinen Kristian Vikman Vonalbírók: Lauri Nikulainen Hannu Sormunen |
| 6 perc | Büntetések           | 4 perc                    |               | Játékvezetők: Lassi Heikkinen Kristian Vikman Vonalbírók: Lauri Nikulainen Hannu Sormunen |
| 21 | Lövések              | 24                        |               | Játékvezetők: Lassi Heikkinen Kristian Vikman Vonalbírók: Lauri Nikulainen Hannu Sormunen |
| Peterka (Seider) – 03:16 | 1–0                  |                           |               | Játékvezetők: Lassi Heikkinen Kristian Vikman Vonalbírók: Lauri Nikulainen Hannu Sormunen |
| Noebels (Pföderl, Reichel) – 06:40 | 2–0                  |                           |               | Játékvezetők: Lassi Heikkinen Kristian Vikman Vonalbírók: Lauri Nikulainen Hannu Sormunen |
| | 2–1                  | 25:55 – Ābols (Balinskis) |               | Játékvezetők: Lassi Heikkinen Kristian Vikman Vonalbírók: Lauri Nikulainen Hannu Sormunen |

## Egyenes kieséses szakasz
A negyeddöntőkben mindkét csoport első helyezettje a másik csoport negyedik helyezettjével, valamint mindkét csoport második helyezettje a másik csoport harmadik helyezettjével mérkőzött. A negyeddöntők után a csapatokat újra kiemelték a csoportköri eredményeik alapján. Az elődöntőben a csoportköri eredmények első kiemeltje a negyedik kiemelttel, a második kiemelt a harmadik kiemelttel játszott.
| Helyezés | Csapat           | Cs | H | P  | Gk  | G+ | Kiemelés |
| -------- | ---------------- | -- | - | -- | --- | -- | -------- |
| 1.       | Egyesült Államok | B  | 1 | 18 | +13 | 21 | 6        |
| 2.       | ROC              | A  | 1 | 17 | +18 | 28 | 2        |
| 3.       | Finnország       | B  | 2 | 17 | +9  | 19 | 3        |
| 4.       | Svájc            | A  | 2 | 15 | +10 | 27 | 8        |
| 5.       | Csehország       | A  | 3 | 13 | +9  | 27 | 5        |
| 6.       | Németország      | B  | 3 | 12 | +8  | 22 | 7        |
| 7.       | Szlovákia        | A  | 4 | 12 | −5  | 17 | 9        |
| 8.       | Kanada           | B  | 4 | 10 | +1  | 19 | 1        |

Sorrend meghatározása: 1) csoportbeli helyezés; 2) több pontszám; 3) jobb gólkülönbség; 4) több szerzett gól; 5) Jobb torna előtti kiemelés.
|  |              |                  |              |             |                  |                  |                  |               |               |  |       |       |       |
|  | Negyeddöntők | Negyeddöntők     | Negyeddöntők |             |                  | Elődöntők        | Elődöntők        | Elődöntők     |               |  | Döntő | Döntő | Döntő |
|  | Negyeddöntők | Negyeddöntők     | Negyeddöntők |             |                  | Elődöntők        | Elődöntők        | Elődöntők     |               |  | Döntő | Döntő | Döntő |
|  | június 3.    |                  |              |             |                  |                  |                  |               |               |  |       |       |       |
|  |              |                  |              |             |                  |                  |                  |               |               |  |       |       |       |
|  | B2           | Finnország       | 1            |             |                  |                  |                  |               |               |  |       |       |       |
|  | B2           | Finnország       | 1            | június 5.   |                  |                  |                  |               |               |  |       |       |       |
|  | A3           | Csehország       | 0            |             |                  |                  |                  |               |               |  |       |       |       |
|  | A3           | Csehország       | 0            | 3           | Finnország       | 2                |                  |               |               |  |       |       |       |
|  | június 3.    |                  |              | 3           | Finnország       | 2                |                  |               |               |  |       |       |       |
|  | 6            | Németország      | 1            |             |                  |                  |                  |               |               |  |       |       |       |
|  | 6            | Németország      | 1            | A2          | Svájc            | 2                |                  |               |               |  |       |       |       |
|  |              |                  |              | A2          | Svájc            | 2                | június 6.        |               |               |  |       |       |       |
|  | B3           | Németország      | 3            |             |                  |                  |                  |               |               |  |       |       |       |
|  | B3           | Németország      | 3            | Finnország  | Finnország       | 2                |                  |               |               |  |       |       |       |
|  | június 3.    |                  |              | Finnország  | Finnország       | 2                |                  |               |               |  |       |       |       |
|  |              |                  | Kanada       | Kanada      | 3                |                  |                  |               |               |  |       |       |       |
|  | B1           | Egyesült Államok | Kanada       | Kanada      | 3                | 6                |                  |               |               |  |       |       |       |
|  | B1           | Egyesült Államok | június 5.    |             |                  | 6                |                  |               |               |  |       |       |       |
|  | A4           | Szlovákia        | 1            |             |                  |                  |                  |               |               |  |       |       |       |
|  | A4           | Szlovákia        | 1            | 5           | Egyesült Államok | 2                | Bronzmérkőzés    | Bronzmérkőzés | Bronzmérkőzés |  |       |       |       |
|  | június 3.    |                  |              | 5           | Egyesült Államok | 2                | Bronzmérkőzés    | Bronzmérkőzés | Bronzmérkőzés |  |       |       |       |
|  | 6            | Kanada           | 4            |             |                  | június 6.        | június 6.        | június 6.     |               |  |       |       |       |
|  | 6            | Kanada           | 4            | A1          | ROC              | június 6.        | június 6.        | június 6.     | 1             |  |       |       |       |
|  |              |                  |              | A1          | ROC              | Egyesült Államok | Egyesült Államok | 6             | 1             |  |       |       |       |
|  | B4           | Kanada           | 2            |             |                  | Egyesült Államok | Egyesült Államok | 6             |               |  |       |       |       |
|  | B4           | Kanada           | 2            | Németország | Németország      | 1                |                  |               |               |  |       |       |       |
|  |              |                  |              | Németország | Németország      | 1                |                  |               |               |  |       |       |       |

### Negyeddöntők
| 2021. június 3. 16:15 (15:15) | Svájc | 2–3 (sz.) (1–0, 1–1, 0–1) (h.u.: 0–0) (sz.: 0–1) | Németország | Olimpiai sportközpont, Riga |

| Jegyzőkönyv | Jegyzőkönyv     | Jegyzőkönyv                           | Jegyzőkönyv          | Jegyzőkönyv                                                                          |
| --- | --------------- | ------------------------------------- | -------------------- | ------------------------------------------------------------------------------------ |
| | Leonardo Genoni | Kapusok                               | Mathias Niederberger | Játékvezetők: Andris Ansons Yevgeni Romasko Vonalbírók: Gleb Lazarev Nikita Shalagin |
| \| Untersander (Alatalo, Kurashev) – 15:17 \| 1–0 \| \| \| Herzog (Scherwey, Bertschy) – 33:26 \| 2–0 \| \| \| \| 2–1 \| 37:23 – Kühnhackl (Rieder, Nowak) \| \| \| 2–2 \| 59:16 – Gawanke (Kahun, Noebels) (EA) \| |                 |                                       |                      | Játékvezetők: Andris Ansons Yevgeni Romasko Vonalbírók: Gleb Lazarev Nikita Shalagin |
| Corvi Andrighetto Meier Ambühl Hofmann | Szétlövés       | Plachta Krämmer Kahun Reichel Noebels |                      | Játékvezetők: Andris Ansons Yevgeni Romasko Vonalbírók: Gleb Lazarev Nikita Shalagin |
| 0 perc | Büntetések      | 14 perc                               |                      | Játékvezetők: Andris Ansons Yevgeni Romasko Vonalbírók: Gleb Lazarev Nikita Shalagin |
| 22 | Lövések         | 41                                    |                      | Játékvezetők: Andris Ansons Yevgeni Romasko Vonalbírók: Gleb Lazarev Nikita Shalagin |
| Untersander (Alatalo, Kurashev) – 15:17 | 1–0             |                                       |                      | Játékvezetők: Andris Ansons Yevgeni Romasko Vonalbírók: Gleb Lazarev Nikita Shalagin |
| Herzog (Scherwey, Bertschy) – 33:26 | 2–0             |                                       |                      | Játékvezetők: Andris Ansons Yevgeni Romasko Vonalbírók: Gleb Lazarev Nikita Shalagin |
| | 2–1             | 37:23 – Kühnhackl (Rieder, Nowak)     |                      |                                                                                      |
| | 2–2             | 59:16 – Gawanke (Kahun, Noebels) (EA) |                      |                                                                                      |

| 2021. június 3. 16:15 (15:15) | Egyesült Államok | 6–1 (3–0, 1–1, 2–0) | Szlovákia | Arena Riga, Riga |

| Jegyzőkönyv | Jegyzőkönyv  | Jegyzőkönyv                | Jegyzőkönyv | Jegyzőkönyv                                                                             |
| --- | ------------ | -------------------------- | ----------- | --------------------------------------------------------------------------------------- |
| | Cal Petersen | Kapusok                    | Adam Húska  | Játékvezetők: André Schrader Michael Tscherrig Vonalbírók: Jonas Merten David Obwegeser |
| \| Boyle – 13:08 \| 1–0 \| \| \| Blackwell (Labanc, Robinson) – 15:25 \| 2–0 \| \| \| Garland (Moore, Jones) – 19:30 \| 3–0 \| \| \| \| 3–1 \| 32:12 – Cehlárik (Lantoši) \| \| Blackwell (Robinson, Labanc) – 36:50 \| 4–1 \| \| \| Chmelevski (Wolanin) – 45:15 \| 5–1 \| \| \| Garland (Wolanin, Moore) – 58:45 \| 6 –1 \| \| |              |                            |             | Játékvezetők: André Schrader Michael Tscherrig Vonalbírók: Jonas Merten David Obwegeser |
| 6 perc | Büntetések   | 6 perc                     |             | Játékvezetők: André Schrader Michael Tscherrig Vonalbírók: Jonas Merten David Obwegeser |
| 33 | Lövések      | 28                         |             | Játékvezetők: André Schrader Michael Tscherrig Vonalbírók: Jonas Merten David Obwegeser |
| Boyle – 13:08 | 1–0          |                            |             | Játékvezetők: André Schrader Michael Tscherrig Vonalbírók: Jonas Merten David Obwegeser |
| Blackwell (Labanc, Robinson) – 15:25 | 2–0          |                            |             | Játékvezetők: André Schrader Michael Tscherrig Vonalbírók: Jonas Merten David Obwegeser |
| Garland (Moore, Jones) – 19:30 | 3–0          |                            |             | Játékvezetők: André Schrader Michael Tscherrig Vonalbírók: Jonas Merten David Obwegeser |
| | 3–1          | 32:12 – Cehlárik (Lantoši) |             |                                                                                         |
| Blackwell (Robinson, Labanc) – 36:50 | 4–1          |                            |             |                                                                                         |
| Chmelevski (Wolanin) – 45:15 | 5–1          |                            |             |                                                                                         |
| Garland (Wolanin, Moore) – 58:45 | 6 –1         |                            |             |                                                                                         |

| 2021. június 3. 20:15 (19:15) | ROC | 1–2 (h.u.) (0–0, 1–0, 0–1) (h.u.: 0–1) | Kanada | Olimpiai sportközpont, Riga |

| Jegyzőkönyv | Jegyzőkönyv      | Jegyzőkönyv                            | Jegyzőkönyv   | Jegyzőkönyv                                                                   |
| --- | ---------------- | -------------------------------------- | ------------- | ----------------------------------------------------------------------------- |
| | Sergei Bobrovsky | Kapusok                                | Darcy Kuemper | Játékvezetők: Tobias Björk Mikael Nord Vonalbírók: Daniel Hynek Jiří Ondráček |
| \| Timkin (Orlov, Kamenev) – 34:32 \| 1–0 \| \| \| \| 1–1 \| 45:03 – Henrique (Brown, Comtois) (PP) \| \| \| 1–2 \| 62:12 – Mangiapane (Stecher) \| |                  |                                        |               | Játékvezetők: Tobias Björk Mikael Nord Vonalbírók: Daniel Hynek Jiří Ondráček |
| 6 perc | Büntetések       | 2 perc                                 |               | Játékvezetők: Tobias Björk Mikael Nord Vonalbírók: Daniel Hynek Jiří Ondráček |
| 25 | Lövések          | 24                                     |               | Játékvezetők: Tobias Björk Mikael Nord Vonalbírók: Daniel Hynek Jiří Ondráček |
| Timkin (Orlov, Kamenev) – 34:32 | 1–0              |                                        |               | Játékvezetők: Tobias Björk Mikael Nord Vonalbírók: Daniel Hynek Jiří Ondráček |
| | 1–1              | 45:03 – Henrique (Brown, Comtois) (PP) |               | Játékvezetők: Tobias Björk Mikael Nord Vonalbírók: Daniel Hynek Jiří Ondráček |
| | 1–2              | 62:12 – Mangiapane (Stecher)           |               | Játékvezetők: Tobias Björk Mikael Nord Vonalbírók: Daniel Hynek Jiří Ondráček |

| 2021. június 3. 20:15 (19:15) | Finnország | 1–0 (0–0, 1–0, 0–0) | Csehország | Arena Riga, Riga |

| Jegyzőkönyv                                          | Jegyzőkönyv    | Jegyzőkönyv | Jegyzőkönyv  | Jegyzőkönyv                                                                         |
| ---------------------------------------------------- | -------------- | ----------- | ------------ | ----------------------------------------------------------------------------------- |
|                                                      | Juho Olkinuora | Kapusok     | Šimon Hrubec | Játékvezetők: Andrew Bruggeman Oliver Gouin Vonalbírók: Dustin McCrank Brian Oliver |
| \| Innala (Pakarinen, Kontiola) – 32:55 \| 1–0 \| \| |                |             |              | Játékvezetők: Andrew Bruggeman Oliver Gouin Vonalbírók: Dustin McCrank Brian Oliver |
| 12 perc                                              | Büntetések     | 2 perc      |              | Játékvezetők: Andrew Bruggeman Oliver Gouin Vonalbírók: Dustin McCrank Brian Oliver |
| 24                                                   | Lövések        | 28          |              | Játékvezetők: Andrew Bruggeman Oliver Gouin Vonalbírók: Dustin McCrank Brian Oliver |
| Innala (Pakarinen, Kontiola) – 32:55                 | 1–0            |             |              | Játékvezetők: Andrew Bruggeman Oliver Gouin Vonalbírók: Dustin McCrank Brian Oliver |

### Elődöntők
| 2021. június 5. 14:15 (13:15) | Egyesült Államok | 2–4 (1–1, 0–1, 1–2) | Kanada | Arena Riga, Riga |

| Jegyzőkönyv | Jegyzőkönyv  | Jegyzőkönyv                         | Jegyzőkönyv   | Jegyzőkönyv                                                                         |
| --- | ------------ | ----------------------------------- | ------------- | ----------------------------------------------------------------------------------- |
| | Cal Petersen | Kapusok                             | Darcy Kuemper | Játékvezetők: Andrew Bruggeman Oliver Gouin Vonalbírók: Dustin McCrank Brian Oliver |
| \| \| 0–1 \| 02:02 – Pirri (Walker, Paul) \| \| Blackwell (Wolanin, Labanc) – 17:17 \| 1–1 \| \| \| \| 1–2 \| 24:15 – Mangiapane (Brown) \| \| \| 1–3 \| 40:46 – Mangiapane (Brown, Kuemper) \| \| Chmelevski (Rooney, Mackey) – 43:36 \| 2–3 \| \| \| \| 2–4 \| 59:36 – Danforth (Paul) \| |              |                                     |               | Játékvezetők: Andrew Bruggeman Oliver Gouin Vonalbírók: Dustin McCrank Brian Oliver |
| 2 perc | Büntetések   | 0 perc                              |               | Játékvezetők: Andrew Bruggeman Oliver Gouin Vonalbírók: Dustin McCrank Brian Oliver |
| 38 | Lövések      | 33                                  |               | Játékvezetők: Andrew Bruggeman Oliver Gouin Vonalbírók: Dustin McCrank Brian Oliver |
| | 0–1          | 02:02 – Pirri (Walker, Paul)        |               | Játékvezetők: Andrew Bruggeman Oliver Gouin Vonalbírók: Dustin McCrank Brian Oliver |
| Blackwell (Wolanin, Labanc) – 17:17 | 1–1          |                                     |               | Játékvezetők: Andrew Bruggeman Oliver Gouin Vonalbírók: Dustin McCrank Brian Oliver |
| | 1–2          | 24:15 – Mangiapane (Brown)          |               | Játékvezetők: Andrew Bruggeman Oliver Gouin Vonalbírók: Dustin McCrank Brian Oliver |
| | 1–3          | 40:46 – Mangiapane (Brown, Kuemper) |               |                                                                                     |
| Chmelevski (Rooney, Mackey) – 43:36 | 2–3          |                                     |               |                                                                                     |
| | 2–4          | 59:36 – Danforth (Paul)             |               |                                                                                     |

| 2021. június 5. 18:15 (17:15) | Finnország | 2–1 (2–0, 0–1, 0–0) | Németország | Arena Riga, Riga |

| Jegyzőkönyv | Jegyzőkönyv    | Jegyzőkönyv                          | Jegyzőkönyv          | Jegyzőkönyv                                                                   |
| --- | -------------- | ------------------------------------ | -------------------- | ----------------------------------------------------------------------------- |
| | Juho Olkinuora | Kapusok                              | Mathias Niederberger | Játékvezetők: Tobias Björk Mikael Nord Vonalbírók: Daniel Hynek Jiří Ondráček |
| \| Pakarinen (Lundell, Kaski) – 13:50 \| 1–0 \| \| \| Björninen (Anttila) – 18:55 \| 2–0 \| \| \| \| 2–1 \| 31:03 – Plachta (Seider, Kahun) (PP) \| |                |                                      |                      | Játékvezetők: Tobias Björk Mikael Nord Vonalbírók: Daniel Hynek Jiří Ondráček |
| 8 perc | Büntetések     | 6 perc                               |                      | Játékvezetők: Tobias Björk Mikael Nord Vonalbírók: Daniel Hynek Jiří Ondráček |
| 17 | Lövések        | 28                                   |                      | Játékvezetők: Tobias Björk Mikael Nord Vonalbírók: Daniel Hynek Jiří Ondráček |
| Pakarinen (Lundell, Kaski) – 13:50 | 1–0            |                                      |                      | Játékvezetők: Tobias Björk Mikael Nord Vonalbírók: Daniel Hynek Jiří Ondráček |
| Björninen (Anttila) – 18:55 | 2–0            |                                      |                      | Játékvezetők: Tobias Björk Mikael Nord Vonalbírók: Daniel Hynek Jiří Ondráček |
| | 2–1            | 31:03 – Plachta (Seider, Kahun) (PP) |                      | Játékvezetők: Tobias Björk Mikael Nord Vonalbírók: Daniel Hynek Jiří Ondráček |

### Bronzmérkőzés
| 2021. június 6. 15:15 (14:15) | Egyesült Államok | 6–1 (1–0, 4–0, 1–1) | Németország | Arena Riga, Riga |

| Jegyzőkönyv | Jegyzőkönyv  | Jegyzőkönyv                      | Jegyzőkönyv     | Jegyzőkönyv                                                                          |
| --- | ------------ | -------------------------------- | --------------- | ------------------------------------------------------------------------------------ |
| | Cal Petersen | Kapusok                          | Felix Brückmann | Játékvezetők: Lassi Heikkinen Kristian Vikman Vonalbírók: Daniel Hynek Jiří Ondráček |
| \| Wolanin – 05:02 \| 1–0 \| \| \| Garland (Robertson, Wolanin) – 26:27 \| 2–0 \| \| \| Drury (Chmelevski) – 28:05 \| 3–0 \| \| \| Robertson (Garland, Thompson) (PP) – 31:35 \| 4–0 \| \| \| Moore (Garland, Thompson) (PP) – 32:15 \| 5–0 \| \| \| \| 5–1 \| 49:28 – Bittner (Plachta, Kahun) \| \| Donato (Clendening, Thompson) – 49:53 \| 6–1 \| \| |              |                                  |                 | Játékvezetők: Lassi Heikkinen Kristian Vikman Vonalbírók: Daniel Hynek Jiří Ondráček |
| 43 perc | Büntetések   | 14 perc                          |                 | Játékvezetők: Lassi Heikkinen Kristian Vikman Vonalbírók: Daniel Hynek Jiří Ondráček |
| 30 | Lövések      | 34                               |                 | Játékvezetők: Lassi Heikkinen Kristian Vikman Vonalbírók: Daniel Hynek Jiří Ondráček |
| Wolanin – 05:02 | 1–0          |                                  |                 | Játékvezetők: Lassi Heikkinen Kristian Vikman Vonalbírók: Daniel Hynek Jiří Ondráček |
| Garland (Robertson, Wolanin) – 26:27 | 2–0          |                                  |                 | Játékvezetők: Lassi Heikkinen Kristian Vikman Vonalbírók: Daniel Hynek Jiří Ondráček |
| Drury (Chmelevski) – 28:05 | 3–0          |                                  |                 | Játékvezetők: Lassi Heikkinen Kristian Vikman Vonalbírók: Daniel Hynek Jiří Ondráček |
| Robertson (Garland, Thompson) (PP) – 31:35 | 4–0          |                                  |                 |                                                                                      |
| Moore (Garland, Thompson) (PP) – 32:15 | 5–0          |                                  |                 |                                                                                      |
| | 5–1          | 49:28 – Bittner (Plachta, Kahun) |                 |                                                                                      |
| Donato (Clendening, Thompson) – 49:53 | 6–1          |                                  |                 |                                                                                      |

### Döntő
| 2021. június 6. 20:15 (19:15) | Finnország | 2–3 (h.u.) (1–0, 0–1, 1–1) (h.u.: 0–1) | Kanada | Arena Riga, Riga |

| Jegyzőkönyv | Jegyzőkönyv    | Jegyzőkönyv                            | Jegyzőkönyv   | Jegyzőkönyv                                                                         |
| --- | -------------- | -------------------------------------- | ------------- | ----------------------------------------------------------------------------------- |
| | Juho Olkinuora | Kapusok                                | Darcy Kuemper | Játékvezetők: Martin Fraňo Yevgeni Romasko Vonalbírók: Gleb Lazarev Nikita Shalagin |
| \| Ruohomaa (Kaski) – 08:57 \| 1–0 \| \| \| \| 1–1 \| 24:30 – Comtois (Brown, Walker) (PP) \| \| Lindbohm (Nousiainen, Ruohomaa) - 45:27 \| 2–1 \| \| \| \| 2–2 \| 52:37 – Henrique (Comtois, Brown) (PP) \| \| \| 2–3 \| 66:26 – Paul (Brown) \| |                |                                        |               | Játékvezetők: Martin Fraňo Yevgeni Romasko Vonalbírók: Gleb Lazarev Nikita Shalagin |
| 6 perc | Büntetések     | 30 perc                                |               | Játékvezetők: Martin Fraňo Yevgeni Romasko Vonalbírók: Gleb Lazarev Nikita Shalagin |
| 31 | Lövések        | 26                                     |               | Játékvezetők: Martin Fraňo Yevgeni Romasko Vonalbírók: Gleb Lazarev Nikita Shalagin |
| Ruohomaa (Kaski) – 08:57 | 1–0            |                                        |               | Játékvezetők: Martin Fraňo Yevgeni Romasko Vonalbírók: Gleb Lazarev Nikita Shalagin |
| | 1–1            | 24:30 – Comtois (Brown, Walker) (PP)   |               | Játékvezetők: Martin Fraňo Yevgeni Romasko Vonalbírók: Gleb Lazarev Nikita Shalagin |
| Lindbohm (Nousiainen, Ruohomaa) - 45:27 | 2–1            |                                        |               | Játékvezetők: Martin Fraňo Yevgeni Romasko Vonalbírók: Gleb Lazarev Nikita Shalagin |
| | 2–2            | 52:37 – Henrique (Comtois, Brown) (PP) |               |                                                                                     |
| | 2–3            | 66:26 – Paul (Brown)                   |               |                                                                                     |

| A 2021-es IIHF jégkorong-világbajnokság győztese |
| ------------------------------------------------ |
| · Kanada · 27. cím                               |

## Végeredmény
| Hely. | Cs | Csapat           | M  | Gy | HGy | HV | V | G+ | G– | Gk  | P  | Végeredmény              |
| ----- | -- | ---------------- | -- | -- | --- | -- | - | -- | -- | --- | -- | ------------------------ |
| 1.    | B  | Kanada           | 10 | 4  | 2   | 1  | 3 | 28 | 23 | +5  | 17 | Aranyérem                |
| 2.    | B  | Finnország       | 10 | 6  | 2   | 2  | 0 | 24 | 14 | +10 | 24 | Ezüstérem                |
| 3.    | B  | Egyesült Államok | 10 | 8  | 0   | 0  | 2 | 35 | 14 | +21 | 24 | Bronzérem                |
| 4.    | B  | Németország      | 10 | 4  | 1   | 0  | 5 | 27 | 24 | +3  | 14 | Negyedik helyezett       |
|       |    |                  |    |    |     |    |   |    |    |     |    |                          |
| 5.    | A  | ROC              | 8  | 5  | 1   | 1  | 1 | 29 | 12 | +17 | 18 | Kiesett a negyeddöntőben |
| 6.    | A  | Svájc            | 8  | 5  | 0   | 1  | 2 | 29 | 20 | +9  | 16 | Kiesett a negyeddöntőben |
| 7.    | A  | Csehország       | 8  | 3  | 2   | 0  | 3 | 27 | 19 | +8  | 13 | Kiesett a negyeddöntőben |
| 8.    | A  | Szlovákia        | 8  | 4  | 0   | 0  | 4 | 18 | 28 | −10 | 12 | Kiesett a negyeddöntőben |
|       |    |                  |    |    |     |    |   |    |    |     |    |                          |
| 9.    | A  | Svédország       | 7  | 3  | 0   | 1  | 3 | 21 | 14 | +7  | 10 | Kiesett a csoportkörben  |
| 10.   | B  | Kazahsztán       | 7  | 2  | 2   | 0  | 3 | 22 | 18 | +4  | 10 | Kiesett a csoportkörben  |
| 11.   | B  | Lettország (R)   | 7  | 2  | 0   | 3  | 2 | 15 | 16 | −1  | 9  | Kiesett a csoportkörben  |
| 12.   | A  | Dánia            | 7  | 2  | 1   | 1  | 3 | 13 | 15 | −2  | 9  | Kiesett a csoportkörben  |
| 13.   | B  | Norvégia         | 7  | 2  | 1   | 0  | 4 | 17 | 21 | −4  | 8  | Kiesett a csoportkörben  |
| 14.   | A  | Nagy-Britannia   | 7  | 1  | 0   | 1  | 5 | 13 | 31 | −18 | 4  | Kiesett a csoportkörben  |
| 15.   | A  | Fehéroroszország | 7  | 1  | 0   | 1  | 5 | 10 | 29 | −19 | 4  | Kiesett a csoportkörben  |
| 16.   | B  | Olaszország      | 7  | 0  | 0   | 0  | 7 | 11 | 41 | −30 | 0  | Kiesett a csoportkörben  |